# فیلم در ۲۰۱۷
در سال ۲۰۱۷ میلادی فیلم‌های متعددی ساخته شده‌اند؛ هرچند که انتشار برخی از آن‌ها ممکن است در این سال انجام نشود.

## فیلم‌های پرفروش
فیلم‌های اکران‌شده در سال ۲۰۱۷ که در فروش جهانی‌شان پرفروش بوده‌اند به شرح زیر است:
| ردیف | عنوان فیلم                  | پخش‌کننده             | فروش جهانی         |
| ---- | --------------------------- | -------------------- | ------------------ |
| ۱    | جنگ ستارگان: آخرین جدای     | دیزنی                | ۱٬۳۳۲٬۵۳۹٬۸۸۹ دلار |
| ۲    | دیو و دلبر                  | دیزنی                | ۱٬۲۶۳٬۵۲۱٬۱۲۶ دلار |
| ۳    | سرنوشت خشمگین               | یونیورسال            | ۱٬۲۳۶٬۰۰۵٬۱۱۸ دلار |
| ۴    | من نفرت‌انگیز ۳              | یونیورسال            | ۱٬۰۳۴٬۷۹۹٬۴۰۹ دلار |
| ۵    | جومانجی: به جنگل خوش آمدید  | سونی پیکچرز          | ۹۶۲٬۰۷۷٬۵۴۶ دلار   |
| ۶    | مرد عنکبوتی: بازگشت به خانه | سونی پیکچرز          | ۸۸۰٬۱۶۶٬۹۲۴ دلار   |
| ۷    | گرگ مبارز ۲                 | یونایتد اینترتاینمنت | ۸۷۰٬۳۲۵٬۴۳۹ دلار   |
| ۸    | نگهبانان کهکشان بخش ۲       | دیزنی                | ۸۶۳٬۷۵۶٬۰۵۱ دلار   |
| ۹    | ثور: رگنراک                 | دیزنی                | ۸۵۴٬۹۷۷٬۱۲۶ دلار   |
| ۱۰   | زن شگفت‌انگیز                | وارنر برادرز         | ۸۲۱٬۸۴۷٬۰۱۲ دلار   |

## رویدادها

### مراسم‌های سینمایی
| تاریخ     | رویداد                                          | میزبان                                                            | مکان                                | منابع |
| --------- | ----------------------------------------------- | ----------------------------------------------------------------- | ----------------------------------- | ----- |
| ۸ ژانویه  | هفتاد و چهارمین مراسم گلدن گلوب                 | انجمن مطبوعات خارجی هالیوود                                       | بورلی هیلز، ایالات متحدهٔ آمریکا     |       |
| ۱۴ ژانویه | ۶۲مین جوایز فیلم‌فیر                             | گروه تایمز                                                        | بمبئی، هند                          |       |
| ۲۲ ژانویه | ۳۶مین جوایز حلقهٔ منتقدان فیلم لندن              | The Critics' Circle                                               | لندن، بریتانیا                      |       |
| ۲۳ ژانویه | ۵۲مین جوایز گولدباگه                            | انجمن فیلم سوئد                                                   | جورگاردن، سوئد                      | [ ۵ ] |
| ۲۸ ژانویه | جوایز ۲۰۱۶ انجمن تهبه‌کنندگان آمریکا             | انجمن تهیه‌کنندگان آمریکا                                          | بورلی هیلز، ایالات متحدهٔ آمریکا     |       |
| ۲۹ ژانویه | ۲۳مین جوایز انجمن بازیگران                      | SAG-AFTRA                                                         | لس آنجلس، ایالات متحدهٔ آمریکا       |       |
| ۳۰ ژانویه | ۲۲مین جوایز لومیر                               | آکادمی لومیر                                                      | پاریس، فرانسه                       |       |
| ۴ فوریه   | ۴۴مین جوایز آنی                                 | آسیفا-هالیوود                                                     | لس‌آنجلس، ایالات متحدهٔ آمریکا        |       |
| ۴ فوریه   | ۳۱مین جوایز گویا                                | Academia de las Artes y las Ciencias Cinematográficas de España   | مادرید، اسپانیا                     |       |
| ۴ فوریه   | ۷مین جوایز ماگریته                              | Académie André Delvaux                                            | بروکسل، بلژیک                       |       |
| ۴ فوریه   | ۶۹مین جوایز کارگردانان راهنمای آمریکا           | کارگردانان راهنمای آمریکا                                         | لس‌آنجلس، ایالات متحدهٔ آمریکا        |       |
| ۸ فوریه   | جوایز ۲۰۱۶ انجمن منتقدان فیلم آفریقایی-آمریکایی | انجمن منتقدان فیلم آفریقایی-آمریکایی                              | لس‌آنجلس، ایالات متحدهٔ آمریکا        |       |
| ۱۰ فوریه  | ۲۴مین جوایز راهنمای فیلم گالا                   | Movieguide                                                        | لس‌آنجلس، ایالات متحدهٔ آمریکا        |       |
| ۱۲ فوریه  | هفتادمین دوره جوایز بفتا                        | بفتا                                                              | لندن، بریتانیا                      |       |
| ۱۹ فوریه  | نویسندهs Guild of America Awards 2016           | نویسندهs Guild of America, East & نویسندهs Guild of America, West | منهتن، نیویورک، ایالات متحدهٔ آمریکا |       |
| ۲۴ فوریه  | ۴۲مین جایزهٔ سزار                                | آکادمی هنرها و فنون سینمایی فرانسه                                | پاریس، فرانسه                       |       |
| ۲۵ فوریه  | ۳۲مین جوایز ایندپیندنت اسپیریت                  | جایزه ایندیپندنت اسپیریت                                          | سنتا مونیکا، ایالات متحدهٔ آمریکا    |       |
| ۲۵ فوریه  | سی و هفتمین دوره جوایز تمشک طلایی               | جایزه تمشک طلایی                                                  | لس‌آنجلس، ایالات متحدهٔ آمریکا        |       |
| ۲۶ فوریه  | هشتاد و نهمین دوره جوایز اسکار                  | آکادمی علوم و هنرهای سینما                                        | لس‌آنجلس، ایالات متحدهٔ آمریکا        |       |
| ۸ مارس    | جوایز دوریان ۲۰۱۶                               | جوایز دوریان                                                      | لس‌آنجلس، ایالات متحدهٔ آمریکا        |       |
| ۱۱ مارس   | ۳۰مین جوایز انتخاب کودکان                       | مرکز گالِن                                                         | لس‌آنجلس، ایالات متحدهٔ آمریکا        |       |
| ۲۱ آوریل  | ۱۹مین جوایز مریل، پروتوم الو                    | مریل، پروتوم الو                                                  | داکا، بنگلادش                       |       |
| ۷ مه      | جوایز فیلم و سریال ۲۰۱۷ ام‌تی‌وی                  | ام‌تی‌وی                                                            | لس‌آنجلس، ایالات متحدهٔ آمریکا        |       |
| ۲۸ ژوئن   | ۴۳مین جوایز ساتورن                              | آکادمی فیلم‌های علمی تخیلی، فانتزی و ترسنا                         | بوربانک، ایالات متحدهٔ آمریکا        |       |

## فیلم‌های ۲۰۱۷

### ژانویه-مارس
| افتتاحیه | افتتاحیه | عنوان                                     | استودیو                                                                                       | بازیگران و عوامل | ژانر                                           | کشور                                     | ارجاع           |
| -------- | -------- | ----------------------------------------- | --------------------------------------------------------------------------------------------- | --- | ---------------------------------------------- | ---------------------------------------- | --------------- |
| ژانویه   | ۶        | جهان زیرین: جنگ‌های خونین                  | اسکرین جمز / لیک‌شور انترتینمنت                                                                | Anna Foerster (کارگردان)؛ Cory Goodman (نویسنده)؛ کیت بکینسیل، تئو جیمز، توبیاس منزیس، لارا پالور، جیمز فوکنر، چارلز دنس | اکشن، وحشت                                     | ایالات متحدهٔ آمریکا                      | [ ۶ ] [ ۷ ]     |
| ژانویه   | ۶        | آرسنال                                    | لاینزگیت پریمیر / Grindstone Entertainment Group / Emmett/Furla/Oasis Films                   | استیون سی میلر (کارگردان)؛ Jason Mosberg (نویسنده)؛ آدریان گرنیر، جاناتان شیچ، نیکلاس کیج، Lydia Hull، کریستوفر کوپولا، Megan Leonard, Christopher Rob Bowen, Tyler Jon Olson, Shea Buckner، جان کیوسک                                                                 | اکشن، جنایی، ترسناک                            | ایالات متحدهٔ آمریکا                      | [ ۸ ] [ ۹ ]     |
| ژانویه   | ۶        | Between Us                                | آی‌اف‌سی فیلمز                                                                                  | Rafael Palacio Illingworth (کارگردان)؛ اولیویا ترلبی، بن فلدمن، آدام گلدبرگ، آنالی تیپتن، اسکات هیز، پیتر بوگدانوویچ، لزلی ان وارن | کمدی، عاشقانه، درام                            | ایالات متحدهٔ آمریکا                      | [ ۱۰ ]          |
| ژانویه   | ۶        | ببرهای راه‌آهن                             | Well Go ایالات متحدهٔ آمریکا                                                                   | Ding Sheng; جکی چان، تائو (خواننده)، جسی چان، Wang Kai, Darren Wang | اکشن، کمدی                                     | چین                                      | [ ۱۱ ]          |
| ژانویه   | ۱۳       | ماشین‌های هیولا                            | پارامونت پیکچرز / پارامونت انیمیشن / نیکلودئون موویز                                          | کریس وج (کارگردان)؛ جاناتان ایبل و گلن برگر، Derek Connolly, Matthew Robinson (نویسنده)؛ لوکاس تیل، جین لوی، ایمی رایان، هولت مک‌کالانی، راب لو، دنی گلاور، فرانک ویلی، Chad Willett، بری پپر، توماس لنون، تاکر البریزی                                                 | انیمیشن، ماجراجویانه، علمی-تخیلی               | ایالات متحدهٔ آمریکا                      | [ ۱۲ ] [ ۱۳ ]   |
| ژانویه   | ۱۳       | بای بای من                                | اس‌تی‌ایکس اینترتینمنت                                                                          | Stacy عنوان (کارگردان)؛ Jonathan Penner (نویسنده)؛ داگ جونز، داگلاس اسمیت، مایکل توروکو، Cressida Bonas, Lucien Laviscount، کری-ان ماس، فی داناوی | وحشت                                           | ایالات متحدهٔ آمریکا                      | [ ۱۴ ]          |
| ژانویه   | ۱۳       | بی‌خواب (فیلم ۲۰۱۷)                        | اوپن رود فیلمز                                                                                | باران بو اودار (کارگردان)؛ آندره‌آ برلوف (نویسنده)؛ جیمی فاکس، تی. آی.، Drew Sidora، لوید بنکس، گابریله یونیون، دیوید هاربر، جیزی، میشل موناهن، اسکوت مک‌نری، سالا بیکر                                                                                                  | اکشن، ترسناک                                   | ایالات متحدهٔ آمریکا                      | [ ۱۵ ] [ ۱۶ ]   |
| ژانویه   | ۱۳       | ۱۰۰ خیابان                                | ساموئل گلدوین فیلمز                                                                           | Jim O'Hanlon (کارگردان)؛ Leon F. Butler (نویسنده)؛ ادریس البا، جما آرترتون، چارلی کرید-میلز، فرانز درامه، کیرستون وارینگ، تام کالن، کن استات | درام                                           | ایالات متحدهٔ آمریکا                      | [ ۱۷ ] [ ۱۸ ]   |
| ژانویه   | ۱۳       | کتاب عشق                                  | الکتریک اینترتینمنت                                                                           | Bill Purple (کارگردان/فیلمنامه‌نویس)؛ جیسون سودیکیس، جسیکا بیل، میسی ویلیامز، مری استینبورگن، اورلاندو جونز، پل رایزر | درام، کمدی                                     | ایالات متحدهٔ آمریکا                      | [ ۱۹ ]          |
| ژانویه   | ۱۳       | تنها در برلین                             | آی‌اف‌سی فیلمز                                                                                  | وینسنت پرز (کارگردان)؛ اما تامپسون، برندن گلیسون، دانیل برول | درام، ترسناک                                   | آلمان، فرانسه، بریتانیا                  | [ ۲۰ ]          |
| ژانویه   | ۱۳       | Claire in Motion                          | Breaking Glass Pictures                                                                       | Annie J. Howell, Lisa Robinson (کارگردانان)؛ بتسی براندت، Chris Beetem, Zev Haworth, Anna Margaret Hollyman، سکینه جعفری | درام، ترسناک                                   | ایالات متحدهٔ آمریکا                      | [ ۲۱ ]          |
| ژانویه   | ۱۳       | Worlds Apart                              | Cinema Libre Studio                                                                           | Christoforos Papakaliatis (کارگردان)؛ جی. کی. سیمونز، Christoforos Papakaliaris، آندره‌آ اوشوارت، Maria Kavoyianni, Minas Hatzisavvas, Tawfeek Barhom, Niki Vakali | درام                                           | یونان                                    | [ ۲۲ ]          |
| ژانویه   | ۲۰       | شکافته                                    | یونیورسال استودیوز / بلوم هاوس پروداکشنز                                                      | ام. نایت شیامالان (کارگردان/فیلمنامه‌نویس)؛ جیمز مک‌آووی، آنیا تیلور-جوی، بتی باکلی، جسیکا سولا، هالی لو ریچاردسون، کیم دایرکتور، لین رنه، برد ویلیام هنکه، Neal Huff، سباستین ارسلوس                                                                                    | وحشت، ترسناک، درام                             | ایالات متحدهٔ آمریکا                      | [ ۲۳ ] [ ۲۴ ]   |
| ژانویه   | ۲۰       | تریپل اکس: بازگشت زندر کیج                | پارامونت پیکچرز / رولوشن استودیوز                                                             | دی جی کاروسو (کارگردان)؛ F. Scott Frazier, Chad St. John (نویسنده)؛ وین دیزل، ساموئل ال. جکسون، دانی ین، دیپیکا پادوکونه، کریس وو (خواننده)، نینا دوبرو، تونی جا، روبی رز، تونی کولت، نیکی جم، روری مک‌کین، ال ساپینزا، مایکل بیسپینگ، آریادنا گوتیرز، هرمایونی کورفیلد | اکشن، ماجراجویانه                              | ایالات متحدهٔ آمریکا، جمهوری دومینیکن     | [ ۲۵ ] [ ۲۶ ]   |
| ژانویه   | ۲۰       | The Resurrection of Gavin Stone           | BH Tilt / WWE Studios / رسانه والدن                                                           | Dallas Jenkins (کارگردان)؛ Andrea Gyertson ناز (خواننده)fell (نویسنده)؛ برت داالتون، Anjelah Johnson، نیل فلین، شاون مایکلز، دی بی سویینی | کمدی، درام                                     | ایالات متحدهٔ آمریکا                      | [ ۲۷ ]          |
| ژانویه   | ۲۰       | Trespass Against Us                       | ای ۲۴                                                                                         | آدام اسمیت (کارگردان)؛ Alastair Siddons (نویسنده)؛ مایکل فاسبندر، برندن گلیسون، لیندزی مارشال، Killian Scott | جنایی، درام، ترسناک                            | بریتانیا، ایالات متحدهٔ آمریکا            | [ ۲۸ ] [ ۲۹ ]   |
| ژانویه   | ۲۰       | Detour                                    | منگولیا پیکچرز                                                                                | Christopher Smith (کارگردان/فیلمنامه‌نویس)؛ تای شرایدن، بل پاولی | ترسناک                                         | بریتانیا، آفریقای جنوبی                  | [ ۳۰ ] [ ۳۱ ]   |
| ژانویه   | ۲۰       | لاک‌پشت قرمز                               | سونی پیکچرز کلاسیکس                                                                           | مایکل دودوک دی ویت (کارگردان/فیلمنامه‌نویس) | انیمیشن، فانتزی                                | فرانسه، بلژیک، ژاپن                      | [ ۳۲ ]          |
| ژانویه   | ۲۰       | عمودی ماندن                               | Strand Releasing                                                                              | آلن گیرودی (کارگردان)؛ Damien Bonnard, India Hair, Raphaël Thiéry | درام                                           | فرانسه                                   | [ ۳۳ ]          |
| ژانویه   | ۲۵       | Sophie and the Rising Sun                 | Monterey Media                                                                                | Maggie Greenwald (کارگردان/فیلمنامه‌نویس)؛ جولیان نیکلسون، مارگو مارتیندال، لورین توسان، Takashi Yamaguchi، داین لد | درام، عاشقانه                                  | ایالات متحدهٔ آمریکا                      | [ ۳۴ ]          |
| ژانویه   | ۲۷       | هدف یک سگ                                 | یونیورسال استودیوز / امبلین اینترتینمنت / رسانه والدن                                         | لاسه هالستروم (کارگردان)؛ آدری ولز (نویسنده)؛ بریت رابرتسون، دنیس کواید، جش گد، پگی لیپتون، جولیت رایلنس | خانوادگی                                       | ایالات متحدهٔ آمریکا                      | [ ۳۵ ] [ ۳۶ ]   |
| ژانویه   | ۲۷       | رزیدنت ایول: قسمت پایانی                  | اسکرین جمز                                                                                    | پل دبلیو. اس. اندرسون (کارگردان/فیلمنامه‌نویس)؛ میلا یوویچ، شان رابرتز، روبی رز، William Levy، ایان گلن، ایئوین مک‌کین، لی جون کی، الی لارتر | اکشن، ماجراجویانه، وحشت، علمی-تخیلی            | ایالات متحدهٔ آمریکا                      | [ ۳۷ ] [ ۳۸ ]   |
| ژانویه   | ۲۷       | گردشگر (فیلم ۲۰۱۵)                        | اوریون پیکچرز                                                                                 | Evan Oppenheimer (کارگردان/فیلمنامه‌نویس)؛ برت داالتون، استانا کاتیک، آلساندرا ماستروناردی، آلساندرو پرتسیوزی، Emily Atack، رابرت آرمایو، Marco Bonini | عاشقانه، درام                                  | ایتالیا، ایالات متحدهٔ آمریکا             | [ ۳۹ ]          |
| ژانویه   | ۲۷       | من مایکل هستم                             | Brainstorm Media                                                                              | Justin Kelly (کارگردان/فیلمنامه‌نویس)؛ جیمز فرانکو، زکری کینتو، اما رابرتس، چارلی کارور | بیوگرافی، درام                                 | ایالات متحدهٔ آمریکا                      | [ ۴۰ ]          |
| ژانویه   | ۲۷       | iBoy                                      | نت‌فلیکس                                                                                       | Adam Randall (کارگردان)، جو بارتون (نویسنده)؛ بیل میلنر، میسی ویلیامز، میراندا ریچاردسون، روری کینیار | اکشن، جنایی                                    | ایالات متحدهٔ آمریکا                      | [ ۴۱ ]          |
| ژانویه   | ۲۷       | کونگ فو یوگا                              | Well Go ایالات متحدهٔ آمریکا                                                                   | استنلی تانگ (کارگردان)؛ جکی چان، عارف رحمان، لی (خواننده)، سنو سود، Miya Muqi، دیشا پاتانی، آمیرا دستور | اکشن، ماجراجویانه، کمدی                        | چین، هند                                 | [ ۴۲ ]          |
| ژانویه   | ۲۷       | Un Padre No Tan Padre                     | Pantelion Films                                                                               | Raúl Martínez Resendez (کارگردان)؛ Alberto Bremer (نویسنده)؛ Héctor Bonilla, Sergio Mayer Mori, Natália Subtil, Benny Ibarra, جاکلین براکامونتاس، Sergio Bonilla, Arturo Barba                                                                                         | کمدی                                           | مکزیک                                    | [ ۴۳ ]          |
| فوریه    | ۳        | حلقه‌ها                                    | پارامونت پیکچرز                                                                               | اف. خاویر گوتیرس (کارگردان)؛ ماتیلدا لوتز، الکس رو، جانی گالکی، ایمی تیگاردن، Laura Wiggins، زک روئریگ، وینسنت دن آفریو، Andrea Laing, Patrick R. Walker | وحشت، ترسناک                                   | ایالات متحدهٔ آمریکا                      | [ ۴۴ ] [ ۴۵ ]   |
| فوریه    | ۳        | فضای میان ما                              | اس‌تی‌ایکس اینترتینمنت                                                                          | پیتر چلسوم (کارگردان/فیلمنامه‌نویس)؛ Allan Loeb, Tinker Lindsay (نویسنده)؛ ایسا باترفیلد، بریت رابرتسون، گری اولدمن، کارلا گوجینو، بی‌دی ونگ | علمی-تخیلی، ماجراجویانه، عاشقانه               | ایالات متحدهٔ آمریکا                      | [ ۴۶ ] [ ۴۷ ]   |
| فوریه    | ۳        | جوانان در اورگن                           | اوریون پیکچرز / ساموئل گلدوین فیلمز                                                           | ژول دیوید مور (کارگردان)؛ Andrew Eisen (نویسنده)؛ فرانک لانگلا، بیلی کروداپ، کریستینا اپل‌گیت، نیکولا پلتز، جاش لوکاس، مری کی پلیس، Alex Shaffer | کمدی، درام                                     | ایالات متحدهٔ آمریکا                      | [ ۴۸ ]          |
| فوریه    | ۳        | War on Everyone                           | Saban Films                                                                                   | جان مایکل مک‌دونا (کارگردان/فیلمنامه‌نویس)؛ الکساندر اسکارشگرد، مایکل پنیا، کلب لندری جونز، تئو جیمز، تسا تامپسون | کمدی، اکشن                                     | بریتانیا، ایرلند                         | [ ۴۹ ] [ ۵۰ ]   |
| فوریه    | ۳        | من کاکاسیاه تو نیستم                      | منگولیا پیکچرز / آمازون استودیوز                                                              | رائول پک (کارگردان/فیلم‌نامه‌نویس)؛ ساموئل ال. جکسون | مستند                                          | ایالات متحدهٔ آمریکا                      | [ ۵۱ ]          |
| فوریه    | ۱۰       | فیلم لگو بتمن                             | برادران وارنر / وارنر برادرز انیمیشن / دی‌سی کامیکس / رت‌پک انترتینمنت                          | Chris McKay (کارگردان)؛ Seth Grahame-Smith (نویسنده)؛ ویل آرنت، رالف فاینز، رزاریو داوسون، مایکل سرا، زک گالیفیاناکیس، ماریا کری، جنی سلیت، بیلی دی ویلیامز | انیمیشن، کمدی، اکشن                            | ایالات متحدهٔ آمریکا، دانمارک             | [ ۵۲ ] [ ۵۳ ]   |
| فوریه    | ۱۰       | پنجاه طیف تاریک‌تر                         | یونیورسال استودیوز                                                                            | James Foley (کارگردان)؛ Niall Leonard (نویسنده)؛ داکوتا جانسون، جیمی درنان، کیم بسینگر، لوک گریمز، الوییز مامفورد، مکس مارتینی، اریک جانسون، بلا هیتکوت، مارسیا گی هاردن، ریتا اورا                                                                                    | درام، عاشقانه                                  | ایالات متحدهٔ آمریکا                      | [ ۵۴ ] [ ۵۵ ]   |
| فوریه    | ۱۰       | جان ویک: بخش ۲                            | سامیت انترتینمنت                                                                              | چاد استاهلسکی (کارگردان)؛ دریک کولستادt (نویسنده)؛ کیانو ریوز، کامن، بریجیت مویناهان، ایان مک‌شین، جان لگویزمائو، روبی رز، لارنس فیشبرن | اکشن، جنایی، ترسناک                            | ایالات متحدهٔ آمریکا                      | [ ۵۶ ] [ ۵۷ ]   |
| فوریه    | ۱۷       | دیوار بزرگ                                | یونیورسال استودیوز / لجندری پیکچرز                                                            | ژانگ ییمو (کارگردان)؛ تونی گیلروی، کریس برنکتو، دوگ میرو (نویسنده)؛ اندی لاو، مت دیمون، ویلم دفو، جینگ تیان، پدرو پاسکال، ژانگ هانیو، ادی پنگ، لو هان، لین گنگشین، چن شوئه‌دونگ، هوانگ شوان، Wang Junkai، ژنگ کای، Yu Xintian, Liu Qiong                                | اکشن، فانتزی                                   | چین، ایالات متحدهٔ آمریکا                 | [ ۵۸ ] [ ۵۹ ]   |
| فوریه    | ۱۷       | درمانی برای سلامتی                        | فاکس قرن بیستم / ریجنسی انترتینمنت / Blind Wink Productions                                   | گور وربینسکی (کارگردان)؛ Justin Haythe (نویسنده)؛ دین دی‌هان، میا گاث، جیسون آیزکس | درام، ترسناک                                   | ایالات متحدهٔ آمریکا، DEU                 | [ ۶۰ ] [ ۶۱ ]   |
| فوریه    | ۱۷       | مبارزه با مشت                             | برادران وارنر / نیو لاین سینما / ویلیج رودشو پیکچرز / رت‌پک انترتینمنت / 21 Laps Entertainment | Richie Keen (کارگردان)؛ Van Robichaux, Evan Susser (نویسنده)؛ آیس کیوب، چارلی دی، کریستینا هندریکس، دنیس هیزبرت، تریسی مورگان، جیلیان بل، دین نوریس | کمدی                                           | ایالات متحدهٔ آمریکا                      | [ ۶۲ ] [ ۶۳ ]   |
| فوریه    | ۱۷       | یک پادشاهی متحد                           | فاکس سرچلایت پیکچرز                                                                           | Amma Asante (کارگردان)؛ Guy Hibbert (نویسنده)؛ دیوید اویلوو، رزمند پایک، جک دونپورت، جک لودن | بیوگرافی، عاشقانه، درام                        | ایالات متحدهٔ آمریکا، بریتانیا، جمهوری چک | [ ۶۴ ] [ ۶۵ ]   |
| فوریه    | ۱۷       | آمریکایی Fable                            | آی‌اف‌سی فیلمز                                                                                  | Anne Hamilton (کارگردان/فیلمنامه‌نویس)؛ Peyton Kennedy، ریچارد شیف، کیپ پاردیو، Marci Miller، گوین مکینتاش، زلیخا رابینسون | ترسناک، فانتزی                                 | ایالات متحدهٔ آمریکا                      | [ ۶۶ ]          |
| فوریه    | ۲۴       | برو بیرون                                 | یونیورسال استودیوز                                                                            | جوردن پیل (کارگردان/فیلمنامه‌نویس)؛ دنیل کالویا، الیسون ویلیامز، کاترین کینر، برادلی وایتفورد، کلب لندری جونز | وحشت                                           | ایالات متحدهٔ آمریکا                      | [ ۶۷ ] [ ۶۸ ]   |
| فوریه    | ۲۴       | راک داگ                                   | سامیت انترتینمنت / Huayi Brothers                                                             | اش برانون (کارگردان/فیلمنامه‌نویس)؛ Kurt Voelker (نویسنده)؛ لوک ویلسون، ادی ایزارد، جی. کی. سیمونز، لویس بلک، کینن تامسون، می ویتمن، خورخه گارسیا، مت دیلون، سام الیوت                                                                                                  | انیمیشن، کمدی                                  | ایالات متحدهٔ آمریکا                      | [ ۶۹ ] [ ۷۰ ]   |
| فوریه    | ۲۴       | تصادم                                     | اوپن رود فیلمز                                                                                | Eran Creevy (کارگردان/فیلمنامه‌نویس)؛ F. Scott Frazier (نویسنده)؛ نیکولاس هولت، فلیسیتی جونز، آنتونی هاپکینز، بن کینگزلی | اکشن، جنایی، درام                              | ایالات متحدهٔ آمریکا، آلمان               | [ ۷۱ ]          |
| فوریه    | ۲۴       | دختری با تمام موهبت‌ها                     | Saban Films / لاینزگیت                                                                        | Colm McCarthy (کارگردان)، M.R. Carey (نویسنده)؛ جما آرترتون، گلن کلوز، پدی کانسیداین، Sennia Nanua | پسا آخرالزمانی، زامبی                          | ایالات متحدهٔ آمریکا                      | [ ۷۲ ]          |
| مارس     | ۳        | لوگان                                     | فاکس قرن بیستم / مارول اینترتینمنت                                                            | جیمز منگولد (director/sceenplay)؛ اسکات فرانک، Michael Green (نویسنده)؛ هیو جکمن، پاتریک استوارت، بوید هالبروک، استیون مرچنت، ریچارد ای گرانت، اریک لا سال، الیز نئال، الیزابت رودریگز، دافنه کین                                                                      | اکشن، ماجراجویانه، ابرقهرمانی، درام            | ایالات متحدهٔ آمریکا                      | [ ۷۳ ] [ ۷۴ ]   |
| مارس     | ۳        | کلبه                                      | سامیت انترتینمنت                                                                              | Stuart Hazeldine (کارگردان)؛ جان فاسکو (نویسنده)؛ سم ورثینگتون، رادا میشل، اکتاویا اسپنسر، گراهام گرین | درام                                           | ایالات متحدهٔ آمریکا                      | [ ۷۵ ] [ ۷۶ ]   |
| مارس     | ۳        | پیش از آنکه بمیرم                         | اوپن رود فیلمز                                                                                | رای روسو یانگ (کارگردان)؛ Maria Maggenti (نویسنده)؛ زوئی دویچ، هالستون سیج، لوگان میلر، کیان لاولی، النا کومپوریس، Cynthy Wu, Medalion Rahimi، دیه‌گو بونتا، جنیفر بیلز                                                                                                 | درام                                           | ایالات متحدهٔ آمریکا                      | [ ۷۷ ]          |
| مارس     | ۳        | Table 19                                  | فاکس سرچلایت پیکچرز                                                                           | Jeffrey Blitz (کارگردان)؛ جی دپلاس، مارک دوپلاس (نویسنده)؛ آنا کندریک، آماندا کرو، استیون مرچنت، لیسا کودرو، وایت راسل، Craig Robinson، تونی ریوولوری، جون اسکویب | کمدی                                           | ایالات متحدهٔ آمریکا                      | [ ۷۸ ] [ ۷۹ ]   |
| مارس     | ۳        | The Last Word                             | بلیکر استریت                                                                                  | مارک پلینگتون (کارگردان)؛ Stuart Ross Fink (نویسنده)؛ شرلی مک‌لین، آماندا سایفرد | کمدی، درام                                     | ایالات متحدهٔ آمریکا                      | [ ۸۰ ]          |
| مارس     | ۳        | Catfight                                  | Dark Sky Films                                                                                | Onur Tukel (کارگردان/فیلمنامه‌نویس)؛ آلیسیا سیلورستون، آن هیش، ساندرا اوه، دیلن بیکر، Amy Hall، کریگ برکو | کمدی، اکشن                                     | ایالات متحدهٔ آمریکا                      | [ ۸۱ ]          |
| مارس     | ۹        | Sword Art Online The Movie: Ordinal Scale | ای-۱ پیکچرز                                                                                   | Tomohiko Itō (کارگردان)؛ Yoshitsugu Matsuoka, Haruka Tomatsu | انیمیشن، اکشن، ماجراجویانه، فانتزی، علمی-تخیلی | ژاپن                                     |                 |
| مارس     | ۱۰       | کونگ: جزیره جمجمه                         | برادران وارنر / لجندری پیکچرز                                                                 | جردن ووگت-رابرتز (کارگردان)؛ Max Borenstein، دن گیلروی، Derek Connolly (نویسنده)؛ تام هیدلستون، بری لارسون، ساموئل ال. جکسون، جان گودمن، جان سی ریلی، توبی کبل، جینگ تیان، جیسون میچل، کوری هاکینز، توماس من، جان اورتیز، شیا ویگهام، تری نوتاری                       | اکشن، ماجراجویانه، فانتزی، علمی-تخیلی          | ایالات متحدهٔ آمریکا                      | [ ۸۲ ] [ ۸۳ ]   |
| مارس     | ۱۰       | The Sense of an Ending                    | سی‌بی‌اس فیلمز / لاینزگیت                                                                       | ریتش باترا (کارگردان)؛ نیک پین (نویسنده)؛ جیم برودبنت، شارلوت رمپلینگ، هریت والتر، امیلی مورتیمر، میشل داکری، فریا میور، جو آلوین، ادوارد هولکروفت | درام                                           | ایالات متحدهٔ آمریکا، بریتانیا            | [ ۸۴ ] [ ۸۵ ]   |
| مارس     | ۱۰       | خام                                       | فوکس فیچرز                                                                                    | ژولیا دوکورنو (کارگردان/فیلمنامه‌نویس)؛ Garance Marillier, الا رامپف، Rabah Naït Oufella، لوران لوکا، Joana Preiss، بولی لنر، Marion Vernoux, Jean-Louis Sbille | وحشت                                           | فرانسه، بلژیک                            | [ ۸۶ ]          |
| مارس     | ۱۰       | خریدار شخصی                               | آی‌اف‌سی فیلمز                                                                                  | الیویه آسایاس (کارگردان/فیلمنامه‌نویس)؛ کریستن استوارت، آندرش دانیلسن لی، لارس آیدینگر، Nora von Waldstätten, Pamela Betsy Cooper, بنژامین بیوله | درام، ترسناک                                   | فرانسه                                   | [ ۸۷ ] [ ۸۸ ]   |
| مارس     | ۱۰       | ستوان عثمانی                              | Paladin                                                                                       | جوزف روبن (کارگردان)؛ میکیل هیوزمن، هرا هیلمار، جاش هارتنت، بن کینگزلی | جنگ جهانی یکم، درام                            | ایالات متحدهٔ آمریکا، ترکیه               | [ ۸۹ ]          |
| مارس     | ۱۵       | فرانتس (فیلم)                             | Music Box Films                                                                               | فرانسوا اوزون (کارگردان/فیلمنامه‌نویس)؛ Philippe Piazzo (نویسنده)؛ پیر نینی، پائولا بیر | درام                                           | فرانسه، آلمان                            | [ ۹۰ ]          |
| مارس     | ۱۷       | دیو و دلبر                                | والت دیزنی پیکچرز                                                                             | بیل کاندن (کارگردان/فیلمنامه‌نویس)؛ Evan Spiliotopoulos، استیون شباسکی (نویسنده)؛ اما واتسون، دن استیونز، لوک ایوانز، یوان مک‌گرگور، ایان مک‌کلن، اما تامپسون، کوین کلاین، استنلی توچی، جش گد، آدرا مک‌دانلد، گوگو امبتا-را                                                | فانتزی، ماجراجویانه، موزیکال، عاشقانه          | ایالات متحدهٔ آمریکا                      | [ ۹۱ ] [ ۹۲ ]   |
| مارس     | ۱۷       | آزمایش بلکو                               | اوریون پیکچرز / مترو گلدوین مایر                                                              | Greg McLean (کارگردان)؛ جیمز گان (فیلم‌ساز) (نویسنده)؛ جان گلگر، جونیور، تونی گلدوین، دیوید دل ریو | اکشن، وحشت، ترسناک                             | ایالات متحدهٔ آمریکا                      | [ ۹۳ ]          |
| مارس     | ۱۷       | رگیابی تی۲                                | ترایستار پیکچرز                                                                               | دنی بویل (کارگردان)؛ John Hodge (نویسنده)؛ یوان مک‌گرگور، جانی لی میلر، ایون برمنر، رابرت کارلایل، کلی مکدونالد، جیمز کازمو، شرلی هندرسون، اروین ولش | کمدی، جنایی، درام                              | بریتانیا                                 | [ ۹۴ ] [ ۹۵ ]   |
| مارس     | ۱۷       | ترانه به ترانه                            | برود گرین پیکچرز                                                                              | ترنس مالیک (کارگردان/فیلمنامه‌نویس)؛ رایان گاسلینگ، مایکل فاسبندر، رونی مارا، ناتالی پورتمن، کریستین بیل، کیت بلانشت، بنیسیو دل تورو، وال کیلمر | درام، عاشقانه                                  | ایالات متحدهٔ آمریکا                      | [ ۹۶ ]          |
| مارس     | ۱۷       | Atomica                                   | سای‌فای Films                                                                                  | Dagen Merrill (کارگردان)؛ Kevin Burke, Fred Fernandez-Armesto, Adam Gyngell (نویسنده)؛ دامینیک مانهن، تام سایزمور، سارا هیبل | علمی-تخیلی، ترسناک                             | ایالات متحدهٔ آمریکا                      | [ ۹۷ ]          |
| مارس     | ۱۷       | All Nighter                               | Good Deed Entertainment                                                                       | Gavin Wiesen (کارگردان)؛ Seth W. Owen (نویسنده)؛ جی. کی. سیمونز، امیل هرش، آنالی تیپتن، تاران کیلام، کریستین شال | کمدی                                           | ایالات متحدهٔ آمریکا                      | [ ۹۸ ] [ ۹۹ ]   |
| مارس     | ۲۴       | پاور رنجرز                                | لاینزگیت / Saban Capital Group                                                                | Dean اسرائیلیte (کارگردان)؛ جان گاتینز (نویسنده)؛ دیکر مونتگمری، نیومی اسکات، آرجی کایلر، بکی جی، Ludi Lin، بیل هیدر، برایان کرانستون، الیزابت بنکس | اکشن، ماجراجویانه، درام، ابرقهرمانی            | ایالات متحدهٔ آمریکا                      | [ ۱۰۰ ] [ ۱۰۱ ] |
| مارس     | ۲۴       | زندگی                                     | کلمبیا پیکچرز                                                                                 | دنیل اسپینوزا (کارگردان)؛ پال ورنیک، رت ریس (نویسنده)؛ ربکا فرگوسن (بازیگر)، جیک جیلنهال، رایان رینولدز، هیرویوکی سانادا | وحشت، علمی-تخیلی                               | ایالات متحدهٔ آمریکا                      | [ ۱۰۲ ] [ ۱۰۳ ] |
| مارس     | ۲۴       | CHiPs                                     | برادران وارنر / رت‌پک انترتینمنت                                                               | دکس شپارد (کارگردان/فیلمنامه‌نویس)؛ دکس شپارد، مایکل پنیا، وینسنت دن آفریو، آدام برودی، رزا سلزار، ویدا گوئرا، کریستن بل | کمدی، اکشن                                     | ایالات متحدهٔ آمریکا                      | [ ۱۰۴ ] [ ۱۰۵ ] |
| مارس     | ۲۴       | Wilson                                    | فاکس سرچلایت پیکچرز                                                                           | Craig Johnson (کارگردان)؛ دنیل کلوز (نویسنده)؛ وودی هارلسون، لورا درن، Isabella Amara، جودی گریر، چریل هاینس، مارگو مارتیندال، دیوید وارشوفسکی | کمدی، درام                                     | ایالات متحدهٔ آمریکا                      | [ ۱۰۶ ] [ ۱۰۷ ] |
| مارس     | ۳۱       | شبح درون پوسته                            | پارامونت پیکچرز / دریم‌ورکس / Reliance Entertainment                                           | روپرت سندرز (کارگردان)؛ جامیe Moss, William Wheeler، ایرن کروگر (نویسنده)؛ اسکارلت جوهانسون، تاکشی کیتانو، مایکل پیت، پیلو اسبک، چین هان، ژولیت بینوش | اکشن، ماجراجویانه، جنایی، علمی-تخیلی           | ایالات متحدهٔ آمریکا                      |                 |
| مارس     | ۳۱       | بچه رئیس (فیلم ۲۰۱۷)                      | فاکس قرن بیستم / دریم‌ورکس انیمیشن                                                             | تام مک‌گراث (کارگردان)؛ Michael McCullers (نویسنده)؛ الک بالدوین، استیو بوشمی، توبی مگوایر، جیمی کیمل، لیسا کودرو | انیمیشن، کمدی                                  | ایالات متحدهٔ آمریکا                      | [ ۱۰۸ ] [ ۱۰۹ ] |
| مارس     | ۳۱       | همسر نگهبان باغ وحش                       | فوکس فیچرز                                                                                    | نیکی کارو (کارگردان)؛ آنگلا ورک‌من (نویسنده)؛ جسیکا چستین، Johan Heldenbergh، دانیل برول، مایکل مک‌الاتون | جنگی، درام                                     | ایالات متحدهٔ آمریکا، بریتانیا            | [ ۱۱۰ ] [ ۱۱۱ ] |
| مارس     | ۳۱       | فوریه (فیلم ۲۰۱۵)                         | ای ۲۴                                                                                         | آز پرکینز (کارگردان/فیلم‌نامه‌نویس)؛ اما رابرتس، کرنان شیپکا، لوسی بوینتون، لورن هالی، جیمز رمار | وحشت، ترسناک                                   | ایالات متحدهٔ آمریکا، کانادا              | [ ۱۱۲ ]         |

### آوریل-ژوئن
| افتتاحیه | افتتاحیه | عنوان                                      | استودیو                                                                                        | بازیگران و عوامل | ژانر                                              | کشور                                   | ارجاع           |
| -------- | -------- | ------------------------------------------ | ---------------------------------------------------------------------------------------------- | --- | ------------------------------------------------- | -------------------------------------- | --------------- |
| آوریل    | ۷        | The Case for Christ                        | Pure Flix Entertainment                                                                        | Jon Gunn (کارگردان)؛ Brian Bird (نویسنده)؛ مایک فوگل، اریکا کریستنسن، رابرت فورستر، فی داناوی، Grant Goodeve | درام                                              | ایالات متحدهٔ آمریکا                    | [ ۱۱۳ ]         |
| آوریل    | ۷        | اسمورف‌ها:دهکده گمشده                       | کلمبیا پیکچرز / سونی پیکچرز انیمیشن / The Kerner Entertainment Company                         | کلی اشبری (کارگردان)؛ Stacey Harmon, Pamela Ribon (نویسنده)؛ دمی لواتو، مندی پتینکین، جک مک‌بریر، دنی پودی، جو منگنیلو، رین ویلسون، آریل وینتر | انیمیشن، کمدی، فانتزی، خانوادگی                   | ایالات متحدهٔ آمریکا                    | [ ۱۱۴ ] [ ۱۱۵ ] |
| آوریل    | ۷        | مد روز (فیلم ۲۰۱۷)                         | برادران وارنر / نیو لاین سینما / ویلیج رودشو پیکچرز / رت‌پک انترتینمنت / دونالد دی لاین         | زک برف (کارگردان)؛ تئودور ملفی (نویسنده)؛ مورگان فریمن، مایکل کین، آلن آرکین، جوئی کینگ، مت دیلون، آن مارگرت، کریستوفر لوید، شیوون فالون هوگان، جان اورتیز، پیتر سرافیناویچ                                                                                      | کمدی، جنایی                                       | ایالات متحدهٔ آمریکا                    | [ ۱۱۷ ] [ ۱۱۸ ] |
| آوریل    | ۷        | غول آسا                                    | NEON                                                                                           | ناچو ویگالوندو (کارگردان/فیلمنامه‌نویس)؛ ان هتوی، جیسون سودیکیس، دن استیونز، آستین استول، تیم بلیک نلسون | علمی-تخیلی، کمدی                                  | CAN، SP، ایالات متحدهٔ آمریکا           | [ ۱۱۹ ] [ ۱۲۰ ] |
| آوریل    | ۷        | استعداد                                    | فاکس سرچلایت پیکچرز                                                                            | مارک وب (کارگردان)؛ Tom Flynn (نویسنده)؛ Chris Evans، جنی سلیت، لینزی دانکن، اکتاویا اسپنسر | درام                                              | ایالات متحدهٔ آمریکا                    | [ ۱۲۱ ] [ ۱۲۲ ] |
| آوریل    | ۷        | عواقب                                      | لاینزگیت پریمیر                                                                                | الیوت لستر (کارگردان)؛ Javier Gullón (نویسنده)؛ آرنولد شوارتزنگر، اسکوت مک‌نری، مگی گریس، مارتین دونوان | درام، ترسناک                                      | ایالات متحدهٔ آمریکا                    | [ ۱۲۳ ]         |
| آوریل    | ۷        | اسم شما                                    | Funimation Films                                                                               | ماکوتو شینکای (کارگردان/فیلمنامه‌نویس) | انیمیشن، عاشقانه، فانتزی، کمدی، درام              | JP                                     | [ ۱۲۴ ]         |
| آوریل    | ۱۴       | سرنوشت خشمگین                              | یونیورسال استودیوز / اوریجینال فیلم                                                            | اف. گری گری (کارگردان)؛ کریس مورگان (نویسنده)؛ وین دیزل، دواین جانسون، میشل رودریگز، کرت راسل، شارلیز ترون، جیسون استاتهام، هلن میرن، ترسی گیبسون، Chris Bridges، السا پاتاکی، ناتالی امانوئل، اسکات ایستوود، کریستوفر هیویو                                     | اکشن، ماجراجویانه                                 | ایالات متحدهٔ آمریکا                    | [ ۱۲۵ ] [ ۱۲۶ ] |
| آوریل    | ۱۴       | اسپارک                                     | اوپن رود فیلمز / ToonBox Entertainment                                                         | Aaron Woodley (کارگردان/فیلمنامه‌نویس)؛ جیک نورمن، جسیکا بیل، سوزان ساراندون، پاتریک استوارت، هیلاری سوانک | علمی-تخیلی، انیمیشن، کمدی                         | کرهٔ جنوبی، کانادا، ایالات متحدهٔ آمریکا | [ ۱۲۷ ]         |
| آوریل    | ۱۴       | شهر گمشده زی (فیلم)                        | پلن بی اینترتینمنت                                                                             | جیمز گری (کارگردان/فیلمنامه‌نویس)؛ چارلی هونام، رابرت پتینسون، Tom Holland، سیه‌نا میلر | ماجراجویانه، درام                                 | ایالات متحدهٔ آمریکا                    | [ ۱۲۸ ] [ ۱۲۹ ] |
| آوریل    | ۱۴       | My Entire High School Sinking Into the Sea | GKIDS                                                                                          | Dash Shaw (کارگردان/فیلمنامه‌نویس)؛ جیسون شوارتزمن، Reggie Watts، لینا دانم، مایا رودولف، سوزان ساراندون، Thomas Jay Ryan، الکس کارپوفسکی، جان کامرون میچل | انیمیشن، کمدی                                     | ایالات متحدهٔ آمریکا                    | [ ۱۳۰ ]         |
| آوریل    | ۱۴       | The Outcasts                               | Swen Group                                                                                     | Peter Hutchings (کارگردان)؛ Dominique Ferrari, Suzanne Wrubel (نویسنده)؛ ویکتوریا جاستیس، ایدن شر، اشلی ریچاردز، کلودیا لی، Katie Chang، پیتون لیست، اون جوگیا، ویل پلتز، Harry Katzman                                                                          | کمدی                                              | ایالات متحدهٔ آمریکا                    | [ ۱۳۱ ] [ ۱۳۲ ] |
| آوریل    | ۲۱       | Born in China                              | Disneynature                                                                                   | Lu Chuan (کارگردان)؛ David Fowler (نویسنده)؛ ژو ژان، جان کرازینسکی (راوی) | مستند                                             | چین، ایالات متحدهٔ آمریکا               | [ ۱۳۳ ]         |
| آوریل    | ۲۱       | فراموش نشدنی (فیلم ۲۰۱۷)                   | برادران وارنر                                                                                  | دنیس دی نووی (کارگردان)؛ David Leslie Johnson, Christina Hodson (نویسنده)؛ کاترین هیگل، رزاریو داوسون، جف استالتس، Isabella Rice، شریل لاد، Simon Kassianides، ویتنی کامینگز، رابرت ویزدم                                                                        | ترسناک                                            | ایالات متحدهٔ آمریکا                    | [ ۱۳۴ ] [ ۱۳۵ ] |
| آوریل    | ۲۱       | آتش آزاد                                   | StudioCanal بریتانیا                                                                           | بن ویتلی (کارگردان/فیلمنامه‌نویس)؛ Ann Jump (نویسنده)؛ بری لارسون، شارلتو کوپلی، آرمی همر، کیلین مورفی، جک رینور | اکشن، ترسناک                                      | بریتانیا                               | [ ۱۳۶ ] [ ۱۳۷ ] |
| آوریل    | ۲۱       | قول                                        | اوپن رود فیلمز                                                                                 | تری جرج (کارگردان/فیلمنامه‌نویس)؛ Robin Swicord (نویسنده)؛ اسکار آیزاک، شارلوت ل بن، کریستین بیل، دنیل خیمنس کاچو، شهره آغداشلو، راده سربزیا | درام                                              | اسپانیا، ایالات متحدهٔ آمریکا           | [ ۱۳۸ ]         |
| آوریل    | ۲۸       | دایره                                      | اس‌تی‌ایکس اینترتینمنت / اروپاکورپ / Image Nation / Playtone / لیکلی استوری                      | جیمز پانسولت (کارگردان/فیلمنامه‌نویس)؛ تام هنکس، اما واتسون، جان بویگا، کارن گیلان، پتن اسوالت، بیل پکستون | علمی-تخیلی، درام                                  | ایالات متحدهٔ آمریکا                    | [ ۱۳۹ ] [ ۱۴۰ ] |
| آوریل    | ۲۸       | چگونه عاشقی لاتین‌تبار باشیم                | Pantelion Films                                                                                | کن مارینو (کارگردان)؛ Chris Spain, Jon Zack (نویسنده)؛ اوگینو دربز، سلما هایک، Raphael Alejandro، راب لو، کریستن بل، راکل ولچ، راب ریگل، رینی تیلور، راب هیوبل، میکلا واتکینس، لیندا لوین                                                                        | کمدی                                              | ایالات متحدهٔ آمریکا                    | [ ۱۴۱ ]         |
| آوریل    | ۲۸       | باهوبالی ۲: نتیجه                          | Arka Media Works                                                                               | S. S. Rajmouli (کارگردان)؛ پرابهاس، رانا داگوباتی، Ramya Krishna، آنوشکا شتی، Tamannah، ناز (خواننده)sar, Sathyaraj | اکشن، درام، عاشقانه                               | هند                                    | [ ۱۴۲ ]         |
| آوریل    | ۲۸       | Sleight                                    | BH Tilt / WWE Studios                                                                          | J.D. Dillard (کارگردان/فیلمنامه‌نویس)؛ جیکوب لاتیمور، سیچل گابریل، دولی هیل، Storm Reid, Sasheer Zamata, Michael Villar | علمی-تخیلی، درام                                  | ایالات متحدهٔ آمریکا                    | [ ۱۴۳ ] [ ۱۴۴ ] |
| آوریل    | ۲۸       | دل بد باستر                                | Well Go ایالات متحدهٔ آمریکا                                                                    | Sarah Adina Smith (کارگردان)؛ رامی ملک، دی‌جی کوالز، Kate Lyn Sheil | درام، ترسناک                                      | ایالات متحدهٔ آمریکا                    | [ ۱۴۵ ]         |
| آوریل    | ۲۸       | Nise: The Heart of Madness                 | Strand Releasing                                                                               | Roberto Berliner (کارگردان/فیلمنامه‌نویس)؛ Chris Alcazar, Mauricio Lissovski, Flavia Castro, Patrícia Andrade, Leonardo Rocha, Maria Camargo (screenplays); Glória Pires, Fabrício Boliveira, Simone Mazzer, Augusto Madeira, Julio Adrião                        | بیوگرافی، درام                                    | برزیل                                  | [ ۱۴۶ ]         |
| مه       | ۵        | Dangal                                     | عامر خان پروداکشنز / UTV Motion Pictures / والت دیزنی پیکچرز                                   | نیتش تیواری (کارگردان/فیلمنامه‌نویس)؛ عامر خان، زایرا واسیم، دانگال، فاطمه ثنا شیخ، دانگال، ساکشی تنور | ورزشی، درام                                       | هند                                    | [ ۱۴۷ ]         |
| مه       | ۵        | نگهبانان کهکشان بخش ۲                      | مارول استودیوز                                                                                 | جیمز گان (کارگردان/فیلمنامه‌نویس)؛ کریس پرت، زویی سالدانا، دیوید باتیستا، وین دیزل، بردلی کوپر، مایکل روکر، کارن گیلان، شان گان، پام کلمنتیئف، الیزابت دبیکی، Chris Sullivan، سیلوستر استالونه، کرت راسل                                                          | ابرقهرمانی، کمدی، ماجراجویانه، علمی-تخیلی         | ایالات متحدهٔ آمریکا                    | [ ۱۴۸ ]         |
| مه       | ۵        | عاشقان (فیلم ۲۰۱۷)                         | ای ۲۴                                                                                          | آزازل جیکوبز (کارگردان/فیلمنامه‌نویس)؛ دبرا وینگر، تریسی لتس، آیدان گیلن، ملورا والترز، Tyler Ross، جسیکا سولا | کمدی، عاشقانه                                     | ایالات متحدهٔ آمریکا                    | [ ۱۴۹ ] [ ۱۵۰ ] |
| مه       | ۵        | 3 Generations                              | واینستین کمپانی                                                                                | Gaby Dellal (director/screeplay)؛ نائومی واتس، ال فانینگ، سوزان ساراندون، تیت داناوان، لیندا ایمند، سام ترمل | درام                                              | ایالات متحدهٔ آمریکا                    | [ ۱۵۱ ]         |
| مه       | ۱۲       | شاه آرتور: افسانه شمشیر                    | برادران وارنر / ویلیج رودشو پیکچرز / رت‌پک انترتینمنت / Weed Road Pictures                      | گای ریچی (کارگردان)؛ Joby Harold (نویسنده)؛ چارلی هونام، آیدان گیلن، آسترید برژه-فریسبه، اریک بانا، جود لا، جایمن هانسو، Kingsley Ben-Adir، نیل مسکل، میلی برادی، دیوید بکام، کتی مک‌گراث، مایکل مک‌الاتون                                                         | اکشن، ماجراجویانه، حماسی                          | ایالات متحدهٔ آمریکا، بریتانیا، AU      | [ ۱۵۲ ] [ ۱۵۳ ] |
| مه       | ۱۲       | ربوده‌شده (فیلم ۲۰۱۷)                       | فاکس قرن بیستم                                                                                 | جاناتان لوین (کارگردان)؛ Katie Dippold، ایمی شومر، Kim Caramele (نویسنده)؛ ایمی شومر، گلدی هان، کریستوفر ملونی، آیک بارینهولتز، اسکار جانادا، واندا سایکس | کمدی                                              | ایالات متحدهٔ آمریکا                    | [ ۱۵۴ ] [ ۱۵۵ ] |
| مه       | ۱۲       | Lowriders                                  | BH Tilt / ایمیج اینترتیمنت                                                                     | ریکاردو دو مونتروئیل (کارگردان)؛ Justin Tipping (نویسنده)؛ دمیان بیچیر، گابریل چاواریا، تئو روسی، ملیسا بنویست، تونی ریوولوری، اوا لونگوریا، کرس ویلیامز، Yvette Monreal                                                                                         | درام                                              | ایالات متحدهٔ آمریکا                    | [ ۱۵۶ ]         |
| مه       | ۱۲       | دیوار (فیلم ۲۰۱۷)                          | رودساید اترکشن                                                                                 | داگ لیمان (کارگردان)؛ Dwain Worrell (نویسنده)؛ آرون تایلر-جانسون، جان سینا | درام، ترسناک                                      | ایالات متحدهٔ آمریکا                    | [ ۱۵۷ ] [ ۱۵۸ ] |
| مه       | ۱۲       | پاریس می‌تواند منتظر بماند (فیلم)           | سونی پیکچرز کلاسیکس                                                                            | النور کوپولا (کارگردان/فیلمنامه‌نویس)؛ داین لین، الک بالدوین، Arnaud Viard | کمدی، عاشقانه                                     | ایالات متحدهٔ آمریکا، بریتانیا          | [ ۱۵۹ ]         |
| مه       | ۱۹       | بیگانه: کاوننت                             | فاکس قرن بیستم                                                                                 | ریدلی اسکات (کارگردان)؛ Michael Green, Jack Paglen (نویسنده)؛ مایکل فاسبندر، کاترین واترستون، دمیان بیچیر، بیلی کروداپ، دنی مک‌براید، جاسی اسمولت، ایمی سایمتز، کارمن اجوجو، Callie Hernandez, Alex England، جیمز فرانکو                                          | علمی-تخیلی، وحشت                                  | بریتانیا، ایالات متحدهٔ آمریکا          | [ ۱۶۰ ]         |
| مه       | ۱۹       | Diary of a Wimpy Kid: The Long Haul        | فاکس قرن بیستم                                                                                 | David Bowers (کارگردان)؛ Adam Sztykiel, Brett Baer, Dave Finkel (نویسنده)؛ Jason Ian Drucker, Owen Asztalo, Charlie Wright، آلیسیا سیلورستون، تام اورت اسکات | کمدی، خانوادگی                                    | ایالات متحدهٔ آمریکا                    | [ ۱۶۱ ]         |
| مه       | ۱۹       | همه‌چیز، همه‌چیز                             | برادران وارنر / مترو گلدوین مایر                                                               | Stella Meghie (کارگردان)؛ J. Mills Goodloe (نویسنده)؛ آماندلا استنبرگ، نیک رابینسون، آنیکا نونی رز، آنا د لا رگه را، Danube Hermosillo | عاشقانه، درام                                     | ایالات متحدهٔ آمریکا                    | [ ۱۶۲ ] [ ۱۶۳ ] |
| مه       | ۱۹       | ویکفیلد (فیلم)                             | آی‌اف‌سی فیلمز                                                                                   | Robin Swicord (کارگردان/فیلمنامه‌نویس)؛ برایان کرانستون، جنیفر گارنر، Victoria Bruno، پیپا بنت-وارنر | درام                                              | ایالات متحدهٔ آمریکا                    | [ ۱۶۴ ]         |
| مه       | ۲۵       | گارد ساحلی                                 | پارامونت پیکچرز                                                                                | ست گوردون (کارگردان) Mark Swift and Damian Shannon (نویسنده)؛ دواین جانسون، زک افران، پریانکا چوپرا، الکساندرا داداریو، کلی روهرباچ، یحیی عبدالمتین دوم، Ilfenesh Hadera, Jon Bass                                                                               | کمدی                                              | ایالات متحدهٔ آمریکا                    | [ ۱۶۵ ] [ ۱۶۶ ] |
| مه       | ۲۶       | دزدان دریایی کارائیب: مرده‌ها قصه نمی‌گویند  | والت دیزنی پیکچرز / جری بروکهایمر Films                                                        | یواخیم رانینگ، اسپن سندبرگ (کارگردانان)؛ جف نیثنسن (نویسنده)؛ جانی دپ، خاویر باردم، اورلاندو بلوم، برنتون توایتز، کایا اسکودلاریو، جفری راش، کوین مک‌نالی، استیون گراهام (بازیگر)، مارتین کلبا، پل مک‌کارتنی                                                       | اکشن، ماجراجویانه، فانتزی، کمدی                   | ایالات متحدهٔ آمریکا                    | [ ۱۶۷ ] [ ۱۶۸ ] |
| مه       | ۲۶       | Buena Vista Social Club: Adios             | برود گرین پیکچرز                                                                               | Lucy Walker (کارگردان) | مستند                                             | ایالات متحدهٔ آمریکا                    | [ ۱۶۹ ]         |
| مه       | ۲۶       | War Machine                                | نت‌فلیکس / پلن بی اینترتینمنت                                                                   | دیوید می‌شد (کارگردان/فیلمنامه‌نویس)؛ Michael Hastings (book)؛ برد پیت، آنتونی مایکل هال، توفر گریس، آنتونی هایس، جان ماگارو، اموری کوئن، Daniel Betts، کیت استنفیلد، آرجی کایلر، Aymen Hamdouchi، آلن راک (بازیگر)، مگ تیلی، ویل پولتر، بن کینگزلی، تیلدا سوئینتن | کمدی، درام، جنگی                                  | ایالات متحدهٔ آمریکا                    | [ ۱۷۰ ]         |
| ژوئن     | ۲        | زن شگفت‌انگیز                               | برادران وارنر / رت‌پک انترتینمنت / دی‌سی کامیکس                                                  | پتی جنکینز (کارگردان)؛ Allan Heinberg (نویسنده)؛ گل گدوت، کریس پاین، کانی نیلسن، رابین رایت، لوسی دیویس، لیزا لوون کونگسلی، دنی هوستون، دیوید تیولیس، ایون برمنر، سعید تغماوی، النا آنایا                                                                        | ابرقهرمانی، اکشن، ماجراجویانه، فانتزی، درام، جنگی | ایالات متحدهٔ آمریکا                    | [ ۱۷۱ ] [ ۱۷۲ ] |
| ژوئن     | ۲        | کاپیتان زیرشلواری: اولین فیلم حماسی        | فاکس قرن بیستم / دریم‌ورکس انیمیشن                                                              | David Soren، راب لترمن (کارگردانان)؛ نیکلاس استولر (نویسنده)؛ اد هلمز، کوین هارت، توماس میدلتیچ، نیک کرول، آنا کندریک، جوردن پیل، کریستین شال | انیمیشن، اکشن، کمدی، خانوادگی                     | ایالات متحدهٔ آمریکا                    | [ ۱۷۳ ]         |
| ژوئن     | ۲        | Dean                                       | سی‌بی‌اس فیلمز / لاینزگیت                                                                        | دیمیتری مارتین (کارگردان/فیلمنامه‌نویس)؛ دیمیتری مارتین، کوین کلاین، جیلیان جیکوبز، مری استینبورگن، رید اسکات، Rory Scovel، کریستین وودز، Ginger Gonzaga، پیتر اسکولاری، Briga Heelan                                                                             | کمدی، درام، عاشقانه                               | ایالات متحدهٔ آمریکا                    | [ ۱۷۴ ]         |
| ژوئن     | ۹        | مومیایی                                    | یونیورسال استودیوز / K/O Paper Products                                                        | الکس کورتزمن (کارگردان)؛ جان اسپیتز، کریستوفر مک‌کوری (نویسنده)؛ تام کروز، راسل کرو، سوفیا بوتلا، آنابل والیس، جیک جانسون، مروان کنزاری، کورتنی بی. ونس | اکشن، ماجراجویانه، وحشت                           | ایالات متحدهٔ آمریکا                    | [ ۱۷۵ ] [ ۱۷۶ ] |
| ژوئن     | ۹        | در شب می‌آید                                | ای ۲۴                                                                                          | Trey Edward Shults (کارگردان)؛ جوئل اجرتون، رایلی کیئو، کریستوفر ابوت، Kelvin Harrison Jr.، کارمن اجوجو | وحشت، رازآلود                                     | ایالات متحدهٔ آمریکا                    | [ ۱۷۷ ]         |
| ژوئن     | ۹        | My Cousin Rachel                           | فاکس سرچلایت پیکچرز                                                                            | راجر میشل (کارگردان/فیلمنامه‌نویس)؛ ریچل وایس، سم کلفلین، ایان گلن، هالیدی گراینگر | درام                                              | ایالات متحدهٔ آمریکا، بریتانیا          | [ ۱۷۸ ]         |
| ژوئن     | ۹        | مگان لیوی (فیلم)                           | بلیکر استریت                                                                                   | Gabriela Cowperthwaite (کارگردان)؛ انی مامولو (نویسنده)؛ کیت مارا، ادی فالکو، کامن، Ramón Rodríguez، تام فلتون | بیوگرافی، جنگی                                    | ایالات متحدهٔ آمریکا                    | [ ۱۷۹ ]         |
| ژوئن     | ۹        | Beatriz at Dinner                          | رودساید اترکشن                                                                                 | Miguel Arteta (کارگردان)؛ مایک وایت (نویسنده)؛ سلما هایک، کلویی سونی، کانی بریتون، جان لیسگو، جی دپلاس، دیوید وارشوفسکی، امی لندکر، John Early | کمدی، درام                                        | ایالات متحدهٔ آمریکا، کانادا            | [ ۱۸۰ ] [ ۱۸۱ ] |
| ژوئن     | ۱۶       | ماشین‌ها ۳                                  | والت دیزنی پیکچرز / پیکسار                                                                     | Brian Fee (کارگردان)؛ Kiel Murray، باب پیترسون، Mike Rich (نویسنده)؛ اوون ویلسون، لری د کیبل گای، بانی هانت، چیچ مارین، Michael Wallis، کریستلا آلونزو، آرمی همر، پال دولی                                                                                       | انیمیشن، ورزشی، کمدی                              | ایالات متحدهٔ آمریکا                    | [ ۱۸۲ ] [ ۱۸۳ ] |
| ژوئن     | ۱۶       | شب سخت                                     | کلمبیا پیکچرز                                                                                  | Lucia Aniello (کارگردان/فیلمنامه‌نویس)؛ Paul W. Downs (نویسنده)؛ اسکارلت جوهانسون، زوئی کراویتز، کیت مک‌کینون، جیلیان بل، ایلانا گلیزر، Paul W. Downs، دمی مور، تای بورل، کالتن هاینز                                                                              | کمدی                                              | ایالات متحدهٔ آمریکا                    | [ ۱۸۴ ] [ ۱۸۵ ] |
| ژوئن     | ۱۶       | همه نگاه‌ها به من                           | سامیت انترتینمنت / مورگان کریک انترتینمنت                                                      | Benny Boom (کارگردان)؛ Ed Gonzalez, Jeremy Haft (نویسنده)؛ دمتریوس شیپ جونیور، کاترینا گراهام، لورن کوهن، هیل هارپر، دانای گوریرا | بیوگرافی، درام                                    | ایالات متحدهٔ آمریکا                    | [ ۱۸۶ ] [ ۱۸۷ ] |
| ژوئن     | ۱۶       | ۴۷ متر پایین                               | اینترتینمنت استدیوز                                                                            | یوهانس رابرتس (کارگردان)؛ Johannes Roberts, Ernest Riera (نویسنده)؛ مندی مور، کلر هولت، متیو موداین | وحشت                                              | ایالات متحدهٔ آمریکا                    | [ ۱۸۸ ]         |
| ژوئن     | ۱۶       | کتاب هنری                                  | فوکس فیچرز                                                                                     | کالین ترورو (کارگردان)؛ Gregg Hurwitz (نویسنده)؛ نائومی واتس، جیکوب ترمبلی، جیدن لیبرهر، دین نوریس، مدی زیگلر، سارا سیلورمن، لی پیس، بابی موینیهان، تونیا پینکینز                                                                                                | درام                                              | ایالات متحدهٔ آمریکا                    | [ ۱۸۹ ]         |
| ژوئن     | ۲۱       | تبدیل‌شوندگان: آخرین شوالیه                 | پارامونت پیکچرز                                                                                | مایکل بی (کارگردان)؛ Ken Nolan, Art Marcum and Matt Holloway (نویسنده)؛ مارک والبرگ، آنتونی هاپکینز، ایزابلا مونر، جاش دوهامل، جان تورتورو، استنلی توچی، میچ پیلگی، جراد کارمایکل، لارا هادوک، سانتیاگو کاباررا، پیتر کالن، جان گودمن، جان دیماجیو               | اکشن، ماجراجویانه، علمی-تخیلی                     | ایالات متحدهٔ آمریکا                    | [ ۱۹۰ ] [ ۱۹۱ ] |
| ژوئن     | ۲۳       | فریب‌خورده                                  | فوکس فیچرز                                                                                     | سوفیا کوپولا (director, screenplay)؛ کالین فارل، نیکول کیدمن، کیرستن دانست، ال فانینگ، انگوری رایس، اونا لارنس | درام، وسترن                                       | ایالات متحدهٔ آمریکا                    | [ ۱۹۲ ] [ ۱۹۳ ] |
| ژوئن     | ۲۳       | بیمار بزرگ                                 | لاینزگیت                                                                                       | مایکل شوالتر (کارگردان)؛ کمیل نانجیانی، Emily V. Gordon (نویسنده)؛ کمیل نانجیانی، زویی کازان، هالی هانتر، ری رومانو | عاشقانه، کمدی، درام                               | ایالات متحدهٔ آمریکا                    | [ ۱۹۴ ]         |
| ژوئن     | ۲۳       | گروه بد                                    | NEON                                                                                           | آنا لیلی امیرپور (کارگردان/فیلمنامه‌نویس)؛ سوکی واترهاوس، جیسون موموآ، جووانی ریبیسی، یولاندا راس، دیه‌گو لونا، کیانو ریوز، جیم کری | عاشقانه، وحشت، ترسناک                             | ایالات متحدهٔ آمریکا                    | [ ۱۹۵ ] [ ۱۹۶ ] |
| ژوئن     | ۲۸       | بیبی راننده                                | ترایستار پیکچرز / رسانه رایتس کاپیتال / وورکینگ تایتل فیلمز                                    | ادگار رایت (کارگردان/فیلمنامه‌نویس)؛ انسل الگورت، لیلی جیمز، جیمی فاکس، جان هم، کوین اسپیسی، جان برنثال، ایزا گونزالس | کمدی، اکشن، جنایی                                 | ایالات متحدهٔ آمریکا، بریتانیا          | [ ۱۹۷ ]         |
| ژوئن     | ۲۸       | اوکجا                                      | نت‌فلیکس/ پلن بی اینترتینمنت                                                                    | بونگ جون-هو (کارگردان/فیلمنامه‌نویس)؛ Jon Ronson (نویسنده)؛ تیلدا سوئینتن، پل دانو، آن سئو-هیون، بیونگ هی بونگ، استیون ین، لی‌لی کالینز، Yoon Je-moon، شرلی هندرسون، Daniel Henshall، دوون بوستیک، چوی وو-شیک، جیانکارلو اسپوزیتو، جیک جیلنهال                     | اکشن، ماجراجویانه، درام، فانتزی                   | کرهٔ جنوبی، ایالات متحدهٔ آمریکا         | [ ۱۹۷ ]         |
| ژوئن     | ۳۰       | من نفرت‌انگیز ۳                             | یونیورسال استودیوز / ایلومینیشن اینترتینمنت                                                    | پی‌یر کافین، Kyle Balda (کارگردانان)، Eric Guillon (co-director); Cinco Paul, Ken Daurio (نویسنده)؛ استیو کارل، کریستن ویگ، تری پارکر، میرندا کازگرو، Dana Gaier, Nev Scharrel، استیو کوگان، جنی سلیت، جولی اندروز                                                | انیمیشن، کمدی، ماجراجویانه، اکشن                  | ایالات متحدهٔ آمریکا                    | [ ۱۹۸ ] [ ۱۹۹ ] |
| ژوئن     | ۳۰       | خانه                                       | برادران وارنر / نیو لاین سینما / ویلیج رودشو پیکچرز / Good Universe / Gary Sanchez Productions | اندرو جی.کوهن (کارگردان/فیلمنامه‌نویس)؛ Brendan O'Brien (نویسنده)؛ ویل فرل، ایمی پولر، رایان سیمپکینز، جیسون منتزوکس، نیک کرول، Cedric Yarbrough، جرمی رنر | کمدی                                              | ایالات متحدهٔ آمریکا                    | [ ۲۰۰ ] [ ۲۰۱ ] |
| ژوئن     | ۳۰       | The Little Hours                           | Gunpowder & Sky                                                                                | Jeff Baena (کارگردان/فیلمنامه‌نویس)؛ الیسون بری، دیو فرانکو، کیت می‌کوچی، آبری پلازا، جان سی ریلی، مالی شنون، فرد ارمیسن، جمیما کرکی، Lauren Weedman، نیک آفرمن، پل رایزر، آدام پالی، پال وایتز، Jon Gabrus                                                        | کمدی                                              | ایالات متحدهٔ آمریکا                    | [ ۲۰۲ ] [ ۲۰۳ ] |
| ژوئن     | ۳۰       | غیرقابل تصور (فیلم ۲۰۱۷)                   | لاینزگیت پریمیر                                                                                | Jonathan Baker (کارگردان)؛ Chloe King (نویسنده)؛ نیکلاس کیج، فی داناوی، جینا گرشان، اوا ماری | درام، ترسناک                                      | ایالات متحدهٔ آمریکا                    | [ ۲۰۴ ]         |
| ژوئن     | ۳۰       | ۲:۲۲                                       | Magnet Releasing                                                                               | Paul Currie (کارگردان)؛ Nathan Parker, Todd Stein (نویسنده)؛ میکیل هیوزمن، ترزا پالمر، سام رید، Simone Kessell، میو درمودی، کری آرمسترانگ، جان واترز | درام، ترسناک                                      | ایالات متحدهٔ آمریکا، اتریش             | [ ۲۰۵ ]         |

### ژوئیه-سپتامبر
| افتتاحیه | افتتاحیه | عنوان                           | استودیو                                                                     | بازیگران و عوامل | ژانر                                               | کشور                                   | ارجاع           |
| -------- | -------- | ------------------------------- | --------------------------------------------------------------------------- | --- | -------------------------------------------------- | -------------------------------------- | --------------- |
| ژوئیه    | ۷        | یک داستان شبحی                  | ای ۲۴                                                                       | David Lowery (کارگردان/فیلمنامه‌نویس)؛ کیسی افلک، رونی مارا | درام                                               | ایالات متحدهٔ آمریکا                    | [ ۲۰۶ ]         |
| ژوئیه    | ۷        | مرد عنکبوتی: بازگشت به خانه     | کلمبیا پیکچرز / مارول استودیوز                                              | جان واتس (کارگردان/فیلمنامه‌نویس)؛ جان فرانسیس دالی، Jonathan M. Goldstein, Christopher Ford، Chris McKenna, Erik Sommers (نویسنده)؛ Tom Holland، مایکل کیتون، زندیا، دونالد گلاور، جیکوب باتالون، لورا هری‌یر، تونی ریوولوری، تاین دالی، بوکیم وودبین، مریسا تومی، رابرت داونی جونیور | اکشن، ماجراجویانه، ابرقهرمانی، کمدی                | ایالات متحدهٔ آمریکا                    | [ ۲۰۶ ]         |
| ژوئیه    | ۱۴       | جنگ برای سیاره میمون‌ها          | فاکس قرن بیستم                                                              | مت ریوز (کارگردان/فیلمنامه‌نویس)؛ مارک بامبک (نویسنده)؛ اندی سرکیس، گابریل چاواریا، وودی هارلسون، جودی گریر، استیو زان | علمی-تخیلی، ماجراجویانه، درام، اکشن                | ایالات متحدهٔ آمریکا                    | [ ۲۰۷ ]         |
| ژوئیه    | ۱۴       | برفراز آرزو (فیلم)              | برود گرین پیکچرز / اوریون پیکچرز                                            | جان آر. لئونتی (کارگردان)؛ Barbara Marshall (نویسنده)؛ جوئی کینگ، رایان فیلیپ، کی هونگ لی، Mitchell Slaggert، شانون پرسر، Sydney Park, Kevin Hanchard، شریلین فن | ترسناک، وحشت                                       | ایالات متحدهٔ آمریکا، کانادا            | [ ۲۰۸ ]         |
| ژوئیه    | ۲۱       | دانکرک                          | برادران وارنر                                                               | کریستوفر نولان (کارگردان/فیلمنامه‌نویس)؛ فیون وایتهد، تام هاردی، کیلین مورفی، مارک رایلنس، کنت برانا، هری استایلز، جیمز دارسی، جک لودن، Kevin Guthrie | اکشن، جنگی، تاریخی، ماجراجویانه، ترسناک            | بریتانیا                               | [ ۲۰۹ ]         |
| ژوئیه    | ۲۱       | والرین و شهر هزار سیاره         | اس‌تی‌ایکس اینترتینمنت / اروپاکورپ                                            | لوک بسون (کارگردان/فیلمنامه‌نویس)؛ دین دی‌هان، کارا دلوین، کلایو اوون، ریحانا، ایثن هاوک، هربی هنکاک، کریس وو (خواننده)، روتخر هاور | علمی-تخیلی، اکشن، ماجراجویانه                      | ایالات متحدهٔ آمریکا، فرانسه            | [ ۲۱۰ ]         |
| ژوئیه    | ۲۱       | سفر دختران                      | یونیورسال استودیوز / Will Packer Productions                                | مالکوم دی. لی (کارگردان)؛ Kenya Barris, Tracy Oliver (نویسنده)؛ رجینا هال، کویین لطیفه، جیدا پینکت اسمیت، تیفانی هدیش، لارنس تیت، مایک کولتر، Kofi Siriboe | عاشقانه، کمدی                                      | ایالات متحدهٔ آمریکا                    | [ ۲۱۱ ]         |
| ژوئیه    | ۲۸       | بلوند اتمی                      | فوکس فیچرز                                                                  | دیوید لیچ (کارگردان)؛ Kurt Johnstad (نویسنده)؛ شارلیز ترون، جیمز مک‌آووی، جان گودمن، سوفیا بوتلا، توبی جونز، ادی مارسن | جاسوسی، اکشن، ترسناک                               | بریتانیا، NTH, BUL                     | [ ۲۱۲ ]         |
| ژوئیه    | ۲۸       | فیلم شکلک                       | کلمبیا پیکچرز / سونی پیکچرز انیمیشن                                         | تونی لئوندیس (کارگردان/فیلمنامه‌نویس)؛ Eric Siegel، مایک وایت (نویسنده)؛ تی جی میلر، آنا فاریس، جیمز کوردن، جنیفر کولیج، راب ریگل، استیون رایت، پاتریک استوارت | انیمیشن، کمدی، ماجراجویانه                         | ایالات متحدهٔ آمریکا                    | [ ۲۱۳ ]         |
| ژوئیه    | ۲۸       | یک عاقبت ناخوشایند              | پارامونت پیکچرز / رسانه پارتیکیپنت                                          | Bonni Cohen (کارگردان)؛ ال گور | مستند                                              | ایالات متحدهٔ آمریکا                    | [ ۲۱۴ ]         |
| ژوئیه    | ۲۸       | Detroit                         | آناپورنا پیکچرز                                                             | کاترین بیگلو (کارگردان)؛ مارک بول (نویسنده)؛ جان بویگا، ویل پولتر، آلجی اسمیت، جیکوب لاتیمور، جیسون میچل، هانا موری، کیتلین دیور، جک رینور، Ben O'Toole، جان کرازینسکی، آنتونی مکی                                                                                                   | جنایی، درام                                        | ایالات متحدهٔ آمریکا                    | [ ۲۱۵ ]         |
| ژوئیه    | ۲۸       | خرس بریگزبی                     | سونی پیکچرز کلاسیکس                                                         | دیو مک‌کری (کارگردان)؛ کایل مانی، Kevin Costello (نویسنده)؛ کایل مانی، مارک همیل، کلیر دینز، گرگ کینر، اندی سمبرگ، مت والش، میکلا واتکینس، بک بنت | کمدی، درام                                         | ایالات متحدهٔ آمریکا                    | [ ۲۱۶ ]         |
| اوت      | ۴        | برج تاریک                       | کلمبیا پیکچرز / رسانه رایتس کاپیتال / ایمیج اینترتیمنت / Weed Road Pictures | نیکولای آرسل (کارگردان/فیلمنامه‌نویس)؛ Jeff Pinkner (نویسنده)؛ ادریس البا، متیو مک‌کانهی، Tom Taylor، ابی لی کرشا، کاترین وینیک، جکی ارل هیلی، کیم کلودیا | اکشن، فانتزی، ماجراجویانه، وحشت، علمی-تخیلی، وسترن | ایالات متحدهٔ آمریکا                    | [ ۲۱۷ ]         |
| اوت      | ۴        | آدم‌ربایی (فیلم ۲۰۱۷)            | Aviron Pictures                                                             | Luis Prieto (کارگردان); Knate Gwaltney (نویسنده)؛ هلی بری، Sage Correa، لو تامپل، Chris جوزف مک‌گینتی نیکولinn | اکشن، ترسناک                                       | ایالات متحدهٔ آمریکا                    | [ ۲۱۸ ]         |
| اوت      | ۴        | STEP                            | فاکس سرچلایت پیکچرز                                                         | Amanda Lipitz (کارگردان)؛ Blessin Giraldo, Cori Grainger, Tayla Solomon, Gari McIntyre, Paula Dofat | مستند                                              | ایالات متحدهٔ آمریکا                    | [ ۲۱۹ ]         |
| اوت      | ۴        | Wind River                      | واینستین کمپانی                                                             | تیلور شریدان (کارگردان/فیلمنامه‌نویس)؛ جرمی رنر، الیزابت اولسن، جان برنثال، کلسی چو | درام، ترسناک                                       | ایالات متحدهٔ آمریکا                    | [ ۲۲۰ ]         |
| اوت      | ۱۱       | آنابل: خلقت                     | برادران وارنر / نیو لاین سینما                                              | دیوید اف. سندبرگ (کارگردان)؛ گری دابرمن (نویسنده)؛ میراندا اتو، آنتونی لاپالیا، استفانی سیگمن، تالیثا بیتمن، لولو ویلسون، Tayler Buck, Alicia Vela-Bailey | وحشت                                               | ایالات متحدهٔ آمریکا                    | [ ۲۲۱ ]         |
| اوت      | ۱۱       | قصر شیشه‌ای (فیلم)               | لاینزگیت                                                                    | دستین دنیل کرتون (کارگردان/فیلمنامه‌نویس)؛ مارتی نوکسون، Andrew Lanham (نویسنده)؛ بری لارسون، نائومی واتس، وودی هارلسون، سارا اسنوک | درام                                               | ایالات متحدهٔ آمریکا                    | [ ۲۲۲ ]         |
| اوت      | ۱۱       | عملیات آجیلی ۲: آجیلی اصل       | اوپن رود فیلمز / ToonBox Entertainment                                      | Cal Brunker (کارگردان/فیلمنامه‌نویس)؛ Bob Barlen, Scott Bindley (نویسنده)؛ ویل آرنت، کاترین هیگل، مایا رودولف، Sebastian Maniscalco، کاری والگرن، بابی موینیهان، ایزابلا مونر، بابی کاناوله، گابریل ایگلسیاس، جف دانهام، پیتر استورماره                                               | انیمیشن، کمدی                                      | ایالات متحدهٔ آمریکا، کانادا، کرهٔ جنوبی | [ ۲۲۳ ]         |
| اوت      | ۱۱       | Good Time                       | ای ۲۴                                                                       | Ben Safdie & Joshua Safdie (کارگردانان)؛ Joshua Safdie، رانلد برانستین (نویسنده)؛ رابرت پتینسون، جنیفر جیسن لی، Ben Safdie، برخد عبدی، Buddy Duress, Taliah Webster | جنایی، درام                                        | ایالات متحدهٔ آمریکا                    | [ ۲۲۴ ] [ ۲۲۵ ] |
| اوت      | ۱۱       | اینگرید به‌فنا می‌رود             | NEON                                                                        | Matt Spicer (کارگردان/فیلمنامه‌نویس)؛ آبری پلازا، الیزابت اولسن، اوشی جکسون جونیور، وایت راسل، بیلی مگنوسن | کمدی، درام                                         | ایالات متحدهٔ آمریکا                    | [ ۲۲۶ ]         |
| اوت      | ۱۱       | The Only Living Boy in New York | آمازون استودیوز / رودساید اترکشن                                            | مارک وب (کارگردان)؛ Allan Loeb (نویسنده)؛ کلوم ترنر، کیت بکینسیل، پیرس برازنان، سینتیا نیکسون، جف بریجز، کرسی کلمونس، دبی میزار، بیل کمپ، تیت داناوان | درام                                               | ایالات متحدهٔ آمریکا                    | [ ۲۲۷ ] [ ۲۲۸ ] |
| اوت      | ۱۸       | محافظ مزدور                     | سامیت انترتینمنت                                                            | Patrick Hughes (کارگردان)؛ Tom O'Conner (نویسنده)؛ رایان رینولدز، ساموئل ال. جکسون، گری اولدمن، آلودی یونگ، سلما هایک | اکشن، کمدی                                         | ایالات متحدهٔ آمریکا                    | [ ۲۲۹ ]         |
| اوت      | ۱۸       | لوگان خوش‌شانس                   | بلیکر استریت / FilmNation Entertainment                                     | استیون سودربرگ (کارگردان)؛ Rebecca Blunt (نویسنده)؛ چنینگ تیتوم، آدام درایور، رایلی کیئو، دنیل کریگ، هیلاری سوانک، ست مک‌فارلن، کیتی هلمز، کاترین واترستون، سباستین استن | کمدی                                               | ایالات متحدهٔ آمریکا                    | [ ۲۳۰ ]         |
| اوت      | ۱۸       | پتی کیک$۲                       | فاکس سرچلایت پیکچرز                                                         | Geremy Jasper (کارگردان/فیلمنامه‌نویس)؛ دانیل مک دونالد، McCaul Lombardi | درام                                               | ایالات متحدهٔ آمریکا                    | [ ۲۳۱ ]         |
| اوت      | ۲۵       | All Saints                      | Affirm Films / Provident Films                                              | Steve Gomer (کارگردان)؛ Steve Armour (نویسنده)؛ جان کوربت، کارا بوینو | درام                                               | ایالات متحدهٔ آمریکا                    | [ ۲۳۲ ]         |
| اوت      | ۲۵       | بالرین (فیلم)                   | واینستین کمپانی                                                             | Eric Summer (کارگردان/فیلمنامه‌نویس)، Éric Warin (کارگردان)؛ Carol Noble, Laurent Zeitoun (نویسنده)؛ ال فانینگ، دین دی‌هان، مدی زیگلر، کارلی ری جپسن | موزیکال، فانتزی، ماجراجویانه                       | فرانسه، کانادا                         | [ ۲۳۳ ]         |
| سپتامبر  | ۷        | Los Buscadores                  | Maneglia Schémbori Realizaciones                                            | Juan Carlos Maneglia, Tana Schémbori (کارگردانان)؛ Juan Carlos Maneglia (نویسنده)؛ Tomás Arredondo, María Cecilia Torres, Mario Toñanez, Christian Ferreira, Sandra Sanabria | ماجراجویانه                                        | پاراگوئه                               | [ ۲۳۴ ]         |
| سپتامبر  | ۸        | آن (فیلم ۲۰۱۷)                  | برادران وارنر / نیو لاین سینما                                              | اندی موشیاتی (کارگردان)؛ Chase Palmer، کری فوکوناگا، گری دابرمن (نویسنده)؛ بیل اسکارشگورد، جیدن لیبرهر، فین ولفهارد، جک دیلن گریزر، سوفیا لیلیس، Wyatt Oleff، چوزن جیکوبس، جرمی ری تیلور                                                                                             | وحشت، فانتزی، درام                                 | ایالات متحدهٔ آمریکا                    | [ ۲۳۵ ]         |
| سپتامبر  | ۸        | دوباره خانه                     | اوپن رود فیلمز                                                              | Hallie Meyers-Shyer (کارگردان/فیلمنامه‌نویس)؛ ریس ویترسپون، کندیس برگن، مایکل شین، لیک بل، نات وولف، رید اسکات، Pico Alexander | عاشقانه، کمدی                                      | ایالات متحدهٔ آمریکا                    | [ ۲۳۶ ]         |
| سپتامبر  | ۸        | ۹/۱۱                            | Atlas Distribution Company                                                  | چارلی شین، ووپی گلدبرگ | درام                                               | ایالات متحدهٔ آمریکا                    |                 |
| سپتامبر  | ۸        | The Good Catholic               | برود گرین پیکچرز                                                            | Paul Shoulberg (کارگردان/فیلمنامه‌نویس)؛ Zachary Spicer , رن اشمیت، جان کریستوفر مک‌گینلی، دنی گلاور | کمدی                                               | ایالات متحدهٔ آمریکا                    | [ ۲۳۷ ]         |
| سپتامبر  | ۸        | ترسو (فیلم۲۰۱۷)                 | Saban Films                                                                 | سایمون وست (کارگردان)؛ Toby Davies, Mark Haskell Smith (نویسنده)؛ آنتونیو باندراس، اولگا کوریلنکو | اکشن                                               | ایالات متحدهٔ آمریکا                    | [ ۲۳۸ ]         |
| سپتامبر  | ۱۵       | آدم‌کش آمریکایی                  | سی‌بی‌اس فیلمز                                                                | مایکل ونتسا (کارگردان)؛ Stephen Schiff (نویسنده)؛ دیلن اوبرایان، مایکل کیتون، سنا لیثن، Shiva Negar، تیلور کیچ | اکشن، ترسناک                                       | ایالات متحدهٔ آمریکا                    | [ ۲۳۹ ]         |
| سپتامبر  | ۱۵       | تمام چیزی که می‌بینم تو هستی     | اوپن رود فیلمز                                                              | مارک فورستر (کارگردان/فیلمنامه‌نویس)؛ Sean Conway (نویسنده)؛ بلیک لایولی، جیسون کلارک، ایوان استراهوفسکی، دنی هوستون، وس چتهم | درام، ترسناک                                       | ایالات متحدهٔ آمریکا                    | [ ۲۴۰ ]         |
| سپتامبر  | ۱۵       | مادر! (فیلم)                    | پارامونت پیکچرز                                                             | دارن آرونوفسکی (کارگردان/فیلمنامه‌نویس)؛ جنیفر لارنس، خاویر باردم، میشل فایفر، دامنل گلیسون، اد هریس، کریستن ویگ | درام، وحشت                                         | ایالات متحدهٔ آمریکا                    | [ ۲۴۱ ]         |
| سپتامبر  | ۱۵       | وضعیت برد                       | آمازون استودیوز                                                             | مایک وایت (کارگردان/فیلمنامه‌نویس)؛ بن استیلر، مایکل شین، لوک ویلسون، جامین کلمنت، جینا فیشر | کمدی                                               | ایالات متحدهٔ آمریکا                    | [ ۲۴۲ ]         |
| سپتامبر  | ۲۲       | کینگزمن: محفل طلایی             | فاکس قرن بیستم                                                              | متیو وان (کارگردان/فیلمنامه‌نویس)؛ جین گولدمن (نویسنده)؛ کالین فرث، جولیان مور، تارون اگرتون، مارک استرانگ، هلی بری، التون جان، چنینگ تیتوم، جف بریجز | اکشن، ماجراجویانه، کمدی                            | ایالات متحدهٔ آمریکا، بریتانیا          | [ ۲۴۳ ]         |
| سپتامبر  | ۲۲       | فیلم لگو نینجاگو                | برادران وارنر / وارنر برادرز انیمیشن / رت‌پک انترتینمنت                      | Charlie Bean (کارگردان)؛ Dan Hageman, Kevin Hageman, Kevin Chesley, Bryan Shukoff (نویسنده)؛ جکی چان، جاستین ثرو، دیو فرانکو، الیویا مان، مایکل پنیا، ابی جکوبسون، کمیل نانجیانی، زک وودز، فرد ارمیسن                                                                                | انیمیشن، اکشن، کمدی، Martial Arts                  | ایالات متحدهٔ آمریکا، دانمارک           | [ ۲۴۴ ]         |
| سپتامبر  | ۲۲       | قوی تر                          | لاینزگیت فیلمز / رودساید اترکشن                                             | دیوید گوردون گرین (کارگردان)؛ John Pollono (نویسنده)؛ جیک جیلنهال، تاتیانا مازلانی، میراندا ریچاردسون، کلنسی براون | درام                                               | ایالات متحدهٔ آمریکا                    | [ ۲۴۵ ]         |
| سپتامبر  | ۲۲       | نبرد دو جنس                     | فاکس سرچلایت پیکچرز                                                         | جاناتان دیتون و ولری فاریس (کارگردانان)؛ سایمن بوفوی (نویسنده)؛ اما استون، استیو کارل، آندره‌آ ریسبرو، الیزابت شو، آستین استول، سارا سیلورمن، الن کامینگ | ورزشی، کمدی، درام                                  | ایالات متحدهٔ آمریکا                    | [ ۲۴۶ ]         |
| سپتامبر  | ۲۲       | ویکتوریا و عبدل                 | فوکس فیچرز                                                                  | استیون فریرز (کارگردان)؛ Lee Hall (نویسنده)؛ جودی دنچ، علی فضل، ادی ایزارد، تیم پیگات-اسمیت، عدیل اختر | بیوگرافی، درام                                     | بریتانیا، ایالات متحدهٔ آمریکا          | [ ۲۴۷ ]         |
| سپتامبر  | ۲۹       | 'ساخت آمریکا'                   | یونیورسال استودیوز                                                          | داگ لیمان (کارگردان)؛ Gary Spinelli (نویسنده)؛ تام کروز، دامنل گلیسون، سارا رایت، جیما مایز، جسی پلمونس | بیوگرافی، درام، ترسناک                             | ایالات متحدهٔ آمریکا                    | [ ۲۴۸ ]         |
| سپتامبر  | ۲۹       | مرگ‌بازان                        | کلمبیا پیکچرز                                                               | نیلز آردن اوپلو (کارگردان)؛ Ben Ripley (نویسنده)؛ الن پیج، دیه‌گو لونا، نینا دوبرو، James Norton، کرسی کلمونس، کیفر ساترلند | وحشت، علمی-تخیلی، درام                             | ایالات متحدهٔ آمریکا                    | [ ۹۴ ]          |

### اکتبر-دسامبر
| افتتاحیه | افتتاحیه | عنوان                                 | استودیو                                                      | بازیگران و عوامل | ژانر                                      | کشور                          | ارجاع   |
| -------- | -------- | ------------------------------------- | ------------------------------------------------------------ | --- | ----------------------------------------- | ----------------------------- | ------- |
| اکتبر    | ۶        | بلید رانر ۲۰۴۹                        | برادران وارنر / الکان اینترتینمنت                            | دنی ویلنوو (کارگردان)؛ همپتن فنچر، Michael Green (نویسنده)؛ هریسون فورد، رایان گاسلینگ، آنا د آرماس، مک‌کنزی دیویس، سیلفیا هوکس، لنی جیمز، کارلا یوری، رابین رایت، دیوید باتیستا، جرد لتو | نئو نوآر، علمی-تخیلی، ترسناک، رازآلود     | ایالات متحدهٔ آمریکا           | [ ۲۴۹ ] |
| اکتبر    | ۶        | کوه میان ما (فیلم)                    | فاکس قرن بیستم / چرنین اینترتینمنت                           | هانی ابواسعد (کارگردان)؛ کریس وایتز (نویسنده)؛ ادریس البا، کیت وینسلت، درموت مالرونی، ولید زعیتر | عاشقانه، فاجعه‌آمیز                        | ایالات متحدهٔ آمریکا           | [ ۲۵۰ ] |
| اکتبر    | ۶        | My Little Pony: The Movie             | لاینزگیت / Hasbro Studios                                    | جیسون تیسن (کارگردان)؛ Meghan McCarthy, Rita Hsiao, Michael Vogel, Joe Ballarini (نویسنده)؛ تارا استرانگ، اشلی بال، اندریا لیبمن، تبیثا سن‌ژرمان، کتی وسلاک، کریستن چنووس، امیلی بلانت، مایکل پنیا، اوزو ادوبا، لیو شرایبر، تای دیگز، سیا، زویی سالدانا                                            | انیمیشن، فانتزی، موزیکال                  | ایالات متحدهٔ آمریکا، کانادا   | [ ۲۵۱ ] |
| اکتبر    | ۶        | پروژه فلوریدا                         | ای ۲۴                                                        | Sean Baker (کارگردان/فیلمنامه‌نویس)؛ Chris Bergoch (نویسنده)؛ Bria Vinaite, Brooklynn Prince, Valeria Cotto، ویلم دفو | درام                                      | ایالات متحدهٔ آمریکا           | [ ۲۵۲ ] |
| اکتبر    | ۶        | Outrage 0 Coda                        | برادران وارنر                                                | تاکشی کیتانو (کارگردان/فیلمنامه‌نویس)؛ تاکشی کیتانو | درام، جنایی                               | ژاپن                          | [ ۲۵۳ ] |
| اکتبر    | ۱۳       | روز مرگت مبارک                        | یونیورسال استودیوز / بلوم هاوس پروداکشنز                     | Christopher B. Landon (کارگردان/فیلمنامه‌نویس)؛ Scott Lobdell (نویسنده)؛ جسیکا راث، ایزرائیل بروسارد، Ruby Modine | وحشت، ترسناک                              | ایالات متحدهٔ آمریکا           | [ ۲۵۴ ] |
| اکتبر    | ۱۳       | بیگانه (فیلم ۲۰۱۷)                    | اس‌تی‌ایکس اینترتینمنت                                         | مارتین کمپل (کارگردان)؛ دیوید مارکونی (نویسنده)؛ جکی چان، پیرس برازنان، Charlie Murphy، مایکل مک‌الاتون، لیو تائو، اورلا برادی، کیتی لیونگ، مانولو کاردونا، سایمون کونز، پیپا بنت-وارنر، روبرتا تیلر، درموت کرولی، Rufus Jones                                                                     | اکشن، ترسناک                              | بریتانیا، چین                 | [ ۲۵۵ ] |
| اکتبر    | ۱۳       | مارشال (فیلم)                         | اوپن رود فیلمز                                               | Reginald Hudlin (کارگردان)؛ Michael Koskoff, Jacob Koskoff (نویسنده)؛ چادویک بوزمن، جش گد، کیت هادسون، دن استیونز، جیمز کرامول، استرلینگ کی براون | بیوگرافی، ترسناک                          | ایالات متحدهٔ آمریکا           | [ ۲۵۶ ] |
| اکتبر    | ۱۳       | نفس بکش (فیلم ۲۰۱۷)                   | Bleecker Street / رسانه پارتیکیپنت / The Imaginarium Studios | اندی سرکیس (کارگردان)؛ William Nicholson (نویسنده)؛ اندرو گارفیلد، کلر فوی، تام هولندر، هیو بونه‌ویل، دین-چارلز چپمن، میراندا ریسون، استیون منگن | بیوگرافی، درام                            | ایالات متحدهٔ آمریکا           | [ ۲۵۷ ] |
| اکتبر    | ۱۳       | خداحافظ کریستوفر رابین                | فاکس سرچلایت پیکچرز                                          | سایمن کورتیس (کارگردان) (کارگردان/فیلمنامه‌نویس)؛ دامنل گلیسون، مارگو رابی، کلی مکدونالد | بیوگرافی، درام                            | ایالات متحدهٔ آمریکا           |         |
| اکتبر    | ۲۰       | آدم‌برفی (فیلم ۲۰۱۷)                   | یونیورسال استودیوز / وورکینگ تایتل فیلمز                     | توماس آلفردسن (کارگردان)؛ ماتیو مایکل کارنهان (نویسنده)؛ مایکل فاسبندر، ربکا فرگوسن (بازیگر)، توبی جونز، جی. کی. سیمونز، یاکوب اوفتبرو، کلویی سونی | جنایی، درام، وحشت، رازآلود، ترسناک        | بریتانیا                      | [ ۲۵۸ ] |
| اکتبر    | ۲۰       | طوفان جهانی                           | برادران وارنر / اسکای‌دنس مدیا                                | دین دولین (کارگردان/فیلمنامه‌نویس)؛ Paul Guyot (نویسنده)؛ جرارد باتلر، ابی کورنیش، الکساندرا ماریا لارا، جیم استرجس، عمرو واکد، اد هریس، اندی گارسیا | اکشن، علمی-تخیلی، ترسناک                  | ایالات متحدهٔ آمریکا           | [ ۲۵۹ ] |
| اکتبر    | ۲۰       | تنها شجاعان                           | کلمبیا پیکچرز                                                | جوزف کوشینسکی (کارگردان)؛ Ken Nolan, Eric Warren خواننده (نویسنده)؛ Ben Hardy، جنیفر کانلی، تیلور کیچ، مایلز تلر، جیمز بج دیل، جاش برولین، جف بریجز | اکشن                                      | ایالات متحدهٔ آمریکا           | [ ۲۶۰ ] |
| اکتبر    | ۲۰       | بو ۲! یک هالووین مدیایی               | لاینزگیت                                                     | تایلر پری (کارگردان/فیلمنامه‌نویس)؛ تایلر پری، Cassi Davis, Patrice Lovely | کمدی، وحشت                                | ایالات متحدهٔ آمریکا           | [ ۲۶۱ ] |
| اکتبر    | ۲۰       | Leatherface                           | لاینزگیت                                                     | Julien Maury and Alexandre Bustillo (کارگردانان)؛ Seth M. Sherwood (نویسنده)؛ استیون درف، Vanessa Grasse، سم اسرایک، لیلی تیلور (بازیگر)، James Bloor, Jessica Madsen, Sam Coleman، فین جونز | وحشت، ترسناک                              | ایالات متحدهٔ آمریکا           | [ ۲۶۲ ] |
| اکتبر    | ۲۰       | متفاوت مثل من (فیلم)                  | پارامونت پیکچرز / Pure Flix Entertainment                    | Michael Carney (کارگردان/فیلمنامه‌نویس)؛ Ron Hall, Alexander Foard (نویسنده)؛ رنی زلوگر، جان ویت، جایمن هانسو، اولیویا هولت، گرگ کینر، Stephanie Leigh Schlund | درام                                      | ایالات متحدهٔ آمریکا           | [ ۲۶۳ ] |
| اکتبر    | ۲۰       | جنگ با پدربزرگ                        | واینستین کمپانی                                              | تیم هیل (کارگردان)؛ Lisa Addario, Joe Syracuse, Tom J. Astle, Matt Ember (نویسنده)؛ رابرت دنیرو، کریستوفر واکن، اوکس فگلی | کمدی                                      | ایالات متحدهٔ آمریکا           | [ ۲۶۴ ] |
| اکتبر    | ۲۰       | شگفت‌زده                               | آمازون استودیوز / رودساید اترکشن                             | تاد هینز (کارگردان)؛ Brian Selznick (نویسنده)؛ اوکس فگلی، جولیان مور، میلیسنت سیموندز، میشل ویلیامز، Jaden Michael، تام نونان، جیمز اوربانیاک، ایمی هارگریوس | درام                                      | ایالات متحدهٔ آمریکا           | [ ۲۶۵ ] |
| اکتبر    | ۲۷       | تشکر به خاطر خدمت‌تان                  | یونیورسال استودیوز / دریم‌ورکس                                | Jason Hall (کارگردان/فیلمنامه‌نویس)؛ مایلز تلر، هیلی بنت، Beulah Koale، ایمی شومر، اسکات هیز | جنگی، درام                                | ایالات متحدهٔ آمریکا           | [ ۲۶۶ ] |
| اکتبر    | ۲۷       | آیکون حومه شهر                        | پارامونت پیکچرز                                              | جرج کلونی (کارگردان/فیلمنامه‌نویس)؛ Joel Coen, Ethan Coen، گرانت هسلو (نویسنده)؛ مت دیمون، جولیان مور، جاش برولین، اسکار آیزاک | جنایی، کمدی                               | ایالات متحدهٔ آمریکا           | [ ۲۶۷ ] |
| اکتبر    | ۲۷       | Jigsaw                                | لاینزگیت فیلمز                                               | برادران اسپیریگ (کارگردانان)؛ Josh Stolberg, Pete Goldfinger (نویسنده)؛ توبین بل، Mandela Van Peebles، لورا وندرورت، بریتانی آلن، کلوم کیت رنی، Matt Passmore | وحشت                                      | ایالات متحدهٔ آمریکا           | [ ۲۶۸ ] |
| اکتبر    | ۲۷       | کشتن گوزن مقدس                        | ای ۲۴                                                        | یورگوس لانتیموس (کارگردان/فیلمنامه‌نویس)؛ کالین فارل، نیکول کیدمن | وحشت، ترسناک                              | ایالات متحدهٔ آمریکا، بریتانیا |         |
| اکتبر    | ۲۷       | شاگردی                                | سونی پیکچرز کلاسیکس                                          | Maggie Betts (کارگردان/فیلمنامه‌نویس)؛ مارگارت کوالی، ملیسا لیو، مورگان سیلر، دیانا ایگران، جولیان نیکلسون، لیانا لیبراتو، دنی اوهر، مدی هسن | درام                                      | ایالات متحدهٔ آمریکا           | [ ۲۶۹ ] |
| اکتبر    | ۲۷       | پروفسور مارستون و زنان شگفت‌انگیز      | آناپورنا پیکچرز                                              | آنجلا رابینسون (کارگردان/فیلمنامه‌نویس)؛ لوک ایوانز، ربکا هال، بلا هیتکوت، کانی بریتون، اولیور پلات | بیوگرافی، درام                            | ایالات متحدهٔ آمریکا           | [ ۲۷۰ ] |
| نوامبر   | ۳        | ثور: راگناروک                         | مارول استودیوز                                               | تایکا وایتیتی (کارگردان)؛ Eric Pearson (نویسنده)؛ کریس همسورث، تام هیدلستون، کیت بلانشت، جیمی الکساندر، ادریس البا، جف گلدبلوم، تسا تامپسون، کارل اربن، مارک روفالو، آنتونی هاپکینز | ابرقهرمانی، اکشن، ماجراجویانه، علمی-تخیلی | ایالات متحدهٔ آمریکا           | [ ۲۷۱ ] |
| نوامبر   | ۳        | کریسمس مادرهای بد                     | اس‌تی‌ایکس اینترتینمنت                                         | جاون لوکاس (کارگردان/فیلمنامه‌نویس)، Scott Moore (کارگردان/فیلمنامه‌نویس)؛ میلا کونیس، کریستن بل، کاترین هان، جی هرناندس، سوزان ساراندون، کریستین برنسکی | کمدی                                      | ایالات متحدهٔ آمریکا           | [ ۲۷۲ ] |
| نوامبر   | ۳        | رومن جی. ایزریل، وکیل دادگستری        | کلمبیا پیکچرز                                                | دن گیلروی (کارگردان/فیلمنامه‌نویس)، دنزل واشینگتن، کالین فارل، کارمن اجوجو | درام                                      | ایالات متحدهٔ آمریکا           | [ ۲۷۳ ] |
| نوامبر   | ۳        | مردی که کریسمس را اختراع کرد          | بلیکر استریت                                                 | بهارات نالوری (کارگردان)؛ Sایالات متحدهٔ آمریکاn Coyne (نویسنده)؛ دن استیونز، کریستوفر پلامر، جاناتان پرایس | درام                                      | ایالات متحدهٔ آمریکا           | [ ۲۷۴ ] |
| نوامبر   | ۱۰       | قتل در قطار سریع‌السیر شرق (فیلم ۲۰۱۷) | فاکس قرن بیستم / Genre Films / Scott Free Productions        | کنت برانا (کارگردان)؛ Michael Green (نویسنده)؛ کنت برانا، پنلوپه کروز، ویلم دفو، جودی دنچ، جانی دپ، جش گد، درک جاکوبی، Leslie Odom Jr.، میشل فایفر، دیسی ریدلی | رازآلود، درام                             | ایالات متحدهٔ آمریکا، بریتانیا | [ ۲۷۵ ] |
| نوامبر   | ۱۰       | ستاره                                 | کلمبیا پیکچرز / سونی پیکچرز انیمیشن / The Jim Henson Company | Timothy Reckart (کارگردان)؛ Tom Sheridan (نویسنده)؛ استیون ین، اپرا وینفری، تایلر پری، کلی کلارکسون، ایدی براینت، کیگان-مایکل کی، کریستن چنووس، آنتونی اندرسون، گابریل ایگلسیاس، وینگ ریمز، Delilah Rene، کریس کریستوفرسون، جینا رادریگز، زکری لی‌وای، پاتریشا هیتون، تریسی مورگان، کریستوفر پلامر | انیمیشن                                   | ایالات متحدهٔ آمریکا           | [ ۲۷۶ ] |
| نوامبر   | ۱۰       | خونه بابا ۲ (فیلم)                    | پارامونت پیکچرز                                              | شان آندرس (کارگردان/فیلمنامه‌نویس)، جان موریس (نویسنده)؛ ویل فرل، مارک والبرگ، لیندا کاردلیانی، جان سینا، مل گیبسون، جان لیسگو | کمدی                                      | ایالات متحدهٔ آمریکا           | [ ۲۷۷ ] |
| نوامبر   | ۱۰       | ال.بی.جی                              | الکتریک اینترتینمنت                                          | راب رینر (کارگردان)؛ Joey Hartstone (نویسنده)؛ وودی هارلسون، ریچارد جنکینز، بیل پولمن، Kim Allen, مایکل استال-دیوید، جنیفر جیسن لی، جفری داناوان، Doug McKeon، مایکل ماسلی | درام                                      | ایالات متحدهٔ آمریکا           | [ ۲۷۸ ] |
| نوامبر   | ۱۰       | سه بیلبورد بیرون از ابینگ، میزوری     | فاکس سرچلایت پیکچرز                                          | مارتین مک‌دونا (کارگردان/فیلمنامه‌نویس)؛ فرانسیس مک‌دورمند، وودی هارلسون، سام راکول، جان هاکس، پیتر دینکلیج | ترسناک                                    | ایالات متحدهٔ آمریکا           | [ ۲۷۹ ] |
| نوامبر   | ۱۰       | پدینگتون ۲                            | واینستین کمپانی / استودیوکانال                               | Paul King (کارگردان/فیلمنامه‌نویس)؛ سایمن فارنابی (نویسنده)؛ هیو گرانت، برندن گلیسون، هیو بونه‌ویل، سالی هاوکینز، جولی والترز، جیم برودبنت، پیتر کاپالدی، Madeleine Harris, Samuel Joslin، بن ویشاو، ایملدا استنتون                                                                                 | خانوادگی، کمدی                            | بریتانیا                      | [ ۲۸۰ ] |
| نوامبر   | ۱۷       | لیگ عدالت                             | برادران وارنر / رت‌پک انترتینمنت / دی‌سی کامیکس                | زک اسنایدر (کارگردان)؛ کریس تریو (نویسنده)؛ بن افلک، هنری کویل، گل گدوت، جیسون موموآ، ازرا میلر، ری فیشر، ایمی آدامز، جسی آیزنبرگ، امبر هرد، جرمی آیرونز، جی. کی. سیمونز، ویلم دفو، Julian Lewis Jones، کیران هایندز                                                                              | ابرقهرمانی، اکشن، فانتزی                  | ایالات متحدهٔ آمریکا           | [ ۱۷۲ ] |
| نوامبر   | ۱۷       | اعجوبه (فیلم)                         | لاینزگیت                                                     | استیون شباسکی (کارگردان)؛ Steve Conrad (نویسنده)؛ جولیا رابرتس، جیکوب ترمبلی، اوون ویلسون، مندی پتینکین | درام                                      | ایالات متحدهٔ آمریکا           | [ ۲۸۱ ] |
| نوامبر   | ۱۷       | اهتزاز آخرین پرچم                     | آمازون استودیوز                                              | ریچارد لینکلیتر (کارگردان/فیلمنامه‌نویس)؛ Darryl Ponicsan (نویسنده)؛ استیو کارل، برایان کرانستون، لارنس فیشبرن، یول وازکوئز | کمدی/درام                                 | ایالات متحدهٔ آمریکا           | [ ۲۸۲ ] |
| نوامبر   | ۱۷       | پادماواتی                             | Viacom 18 Motion Pictures                                    | سانجای لیلا بانسالی (کارگردان/فیلمنامه‌نویس)؛ دیپیکا پادوکونه، شاهد کاپور، رانویر سینگ، ادیتی رائو حیدری، Jim Sarbh | اکشن، درام، عاشقانه                       | IND                           | [ ۲۸۳ ] |
| نوامبر   | ۲۲       | کوکو                                  | والت دیزنی پیکچرز / پیکسار                                   | لی آنکریچ (کارگردان)؛ Adrian Molina (co-director/screenplay); Anthony Gonzalez، گائل گارسیا برنال، بنجامین برت، Renée Victor, Ana Ofelia Murguia، ادوارد جیمز آلموس | انیمیشن، فانتزی                           | ایالات متحدهٔ آمریکا           | [ ۲۸۴ ] |
| نوامبر   | ۲۲       | سیاه‌ترین ساعت                         | فوکس فیچرز                                                   | جو رایت (کارگردان)؛ آنتونی مک‌کارتن (نویسنده)؛ گری اولدمن، بن مندلسون | درام                                      | ایالات متحدهٔ آمریکا، بریتانیا | [ ۲۸۵ ] |
| نوامبر   | ۲۲       | بازی مالی                             | اس‌تی‌ایکس اینترتینمنت                                         | آرون سورکین (کارگردان/فیلمنامه‌نویس)؛ جسیکا چستین، ادریس البا، کوین کاستنر، برایان دارسی جیمز، مایکل سرا، کریس اودوود، بیل کمپ، جرمی استرانگ | درام                                      |                               | [ ۲۸۶ ] |
| نوامبر   | ۲۲       | ویلا کاپری                            | برود گرین پیکچرز                                             | ران شلتون (کارگردان/فیلمنامه‌نویس)؛ مورگان فریمن، تامی لی جونز، رنه روسو، الیزابت اشلی | اکشن، کمدی                                | ایالات متحدهٔ آمریکا           | [ ۲۸۷ ] |
| نوامبر   | ۲۲       | آرزوی مرگ (فیلم ۲۰۱۸)                 | مترو گلدوین مایر                                             | الی راث (کارگردان)؛ جو کارنهان (نویسنده)؛ بروس ویلیس، وینسنت دن آفریو، دین نوریس، کیمبرلی الیز، مایک اپس، الیزابت شو، کامیلا مورون | اکشن                                      | ایالات متحدهٔ آمریکا           | [ ۲۸۸ ] |
| نوامبر   | ۲۴       | مریم مجدلیه (فیلم ۲۰۱۸)               | واینستین کمپانی                                              | گارث دیویس (کارگردان)؛ Helen Edmundson, Philippa Goslett (نویسنده)؛ رونی مارا، واکین فینیکس، چویتل اجیوفور، طاهر رحیم | درام                                      | ایالات متحدهٔ آمریکا           | [ ۲۲۰ ] |
| نوامبر   | ۲۴       | من را با نامت صدا کن                  | سونی پیکچرز کلاسیکس                                          | لوکا گوادانینو (کارگردان/فیلمنامه‌نویس)؛ تیموتی شلمی، آرمی همر، مایکل استلبرگ | درام                                      | ایالات متحدهٔ آمریکا، ITL      | [ ۲۸۹ ] |
| دسامبر   | ۱        | The Disaster Artist                   | ای ۲۴                                                        | جیمز فرانکو (کارگردان)؛ اسکات نوستدتر، مایکل اچ. وبر (نویسنده)؛ جیمز فرانکو، دیو فرانکو، ست روگن، جاش هاچرسون، زک افران، شارون استون، ملانی گریفیث، الیسون بری | Biography، کمدی                           | ایالات متحدهٔ آمریکا           | [ ۲۹۰ ] |
| دسامبر   | ۱        | Wonder Wheel                          | آمازون استودیوز                                              | وودی آلن (کارگردان/فیلمنامه‌نویس)؛ کیت وینسلت، جاستین تیمبرلیک، جونو تیمپل، جیم بلوشی، تونی سیریکو | جنایی، درام                               | ایالات متحدهٔ آمریکا           | [ ۲۹۱ ] |
| دسامبر   | ۱        | Pickings                              | Digital Magic Entertainment                                  | Usher Morgan (کارگردان/فیلمنامه‌نویس)؛ Elyse Price, Katie Vincent, Joel Bernard | جنایی، Neo-Noir                           | ایالات متحدهٔ آمریکا           | [ ۲۹۲ ] |
| دسامبر   | ۸        | شکل آب                                | فاکس سرچلایت پیکچرز                                          | گیرمو دل تورو (کارگردان/فیلمنامه‌نویس)؛ ونسا تیلور (نویسنده)؛ سالی هاوکینز، مایکل شنون، ریچارد جنکینز، داگ جونز، لورن لی اسمیت، مایکل استلبرگ، اکتاویا اسپنسر | فانتزی، علمی-تخیلی، عاشقانه               | ایالات متحدهٔ آمریکا           | [ ۲۹۳ ] |
| دسامبر   | ۱۵       | جنگ ستارگان: آخرین جدای               | لوکاس فیلم                                                   | ریان جانسون (کارگردان/فیلمنامه‌نویس)؛ مارک همیل، کری فیشر، آدام درایور، دیسی ریدلی، جان بویگا، اسکار آیزاک، لوپیتا نیونگو، دامنل گلیسون، بنیسیو دل تورو، لورا درن، آنتونی دنیلز، گوئندولین کریستی، اندی سرکیس                                                                                      | اکشن، ماجراجویانه، علمی-تخیلی             | ایالات متحدهٔ آمریکا           | [ ۲۹۴ ] |
| دسامبر   | ۱۵       | فردیناند                              | فاکس قرن بیستم / بلو اسکای استودیو                           | کارلوس سالدانها (کارگردان)؛ Jordan Roberts (نویسنده)؛ جان سینا، دیوید تننت، آنتونی اندرسون، گابریل ایگلسیاس، کیت مک‌کینون، بوریس کوجو، میگل آنخل سیلوستره، رائول اسپارزا، جراد کارمایکل، جینا رادریگز، داوید دیگز، بابی کاناوله، سالی فیلیپس، فلولا بورگ، کارلا مارتینس                            | انیمیشن، کمدی                             | ایالات متحدهٔ آمریکا           | [ ۲۹۵ ] |
| دسامبر   | ۲۰       | جومانجی:به جنگل خوش آمدید             | کلمبیا پیکچرز                                                | جیک کاسدان (کارگردان)؛ Scott Rosenberg (نویسنده)؛ دواین جانسون، کوین هارت، جک بلک، نیک جوناس، کارن گیلان | فانتزی، ماجراجویانه، کمدی                 | ایالات متحدهٔ آمریکا           | [ ۲۹۶ ] |
| دسامبر   | ۲۲       | آوازخوان حرفه‌ای ۳                     | یونیورسال استودیوز                                           | Trish Sie (کارگردان)؛ کی کانن (نویسنده)؛ آنا کندریک، آنا کمپ، ربل ویلسون، بریتنی اسنو، هیلی استاینفلد، الکسیس نپ، استر دین، هانا می لی، کریسی فیت، Kelley Jakle, Shelley Regner | موزیکال، کمدی                             | ایالات متحدهٔ آمریکا           | [ ۲۹۷ ] |
| دسامبر   | ۲۲       | کوچک‌سازی (فیلم ۲۰۱۷)                  | پارامونت پیکچرز / آناپورنا پیکچرز                            | الکساندر پین (کارگردان/فیلمنامه‌نویس)؛ جیم تیلور (نویسنده)؛ مت دیمون، کریستن ویگ، کریستف والتس، الک بالدوین، نیل پاتریک هریس، جیسون سودیکیس | علمی-تخیلی، کمدی، درام                    | ایالات متحدهٔ آمریکا           | [ ۲۹۸ ] |
| دسامبر   | ۲۲       | پدران جایگزین                         | برادران وارنر                                                | لارنس شر (کارگردان)؛ Justin Malen (نویسنده)؛ اوون ویلسون، اد هلمز، جی. کی. سیمونز، تری بردشا، وینگ ریمز، کت ویلیامز، رتا، جون اسکویب، گلن کلوز | کمدی                                      | TBA                           | [ ۲۹۹ ] |
| دسامبر   | ۲۲       | جنگ جریان                             | واینستین کمپانی                                              | Alfonso Gomez-Rejon (کارگردان)؛ Michael Mitnick (نویسنده)؛ بندیکت کامبربچ، مایکل شنون، نیکولاس هولت، Tom Holland | درام                                      | ایالات متحدهٔ آمریکا           | [ ۲۲۰ ] |
| دسامبر   | ۲۲       | کاغذها (فیلم)                         | فاکس قرن بیستم                                               | استیون اسپیلبرگ (کارگردان)؛ Liz Hannah، جاش سینگر (نویسنده)؛ تام هنکس، مریل استریپ، بروس گرینوود، جسی پلمونس، باب ادنکیرک، سارا پلسون، الیسون بری، دیوید کراس، کری کون | درام                                      | ایالات متحدهٔ آمریکا           | [ ۳۰۰ ] |
| دسامبر   | ۲۵       | برترین شومن                           | فاکس قرن بیستم                                               | مایکل گریسی (کارگردان)؛ مایکل آرندت، Jenny Bicks، بیل کاندن (نویسنده)؛ هیو جکمن، زک افران، ربکا فرگوسن (بازیگر)، میشل ویلیامز، یحیی عبدالمتین دوم، زندیا | بیوگرافی، موزیکال، درام                   | ایالات متحدهٔ آمریکا           | [ ۳۰۱ ] |
| دسامبر   | ۲۵       | رشته خیال                             | فوکس فیچرز                                                   | پل توماس اندرسن (کارگردان/فیلمنامه‌نویس)؛ دانیل دی-لوئیس، لسلی منویل، Richard Graham، ویکی کریپس | درام                                      | ایالات متحدهٔ آمریکا           | [ ۳۰۲ ] |
| دسامبر   | ۲۵       | Space Goofs: The Movie                | پارامونت پیکچرز                                              | اولیویه ژان-ماری (director/writer); Charlie Adler, Louis Garneau، موریس لامارچ، دانی مان، لیلیانا مومی | انیمیشن                                   | درام، ایالات متحدهٔ آمریکا     |         |

## مرگ‌ها
| ماه    | روز | نام                 | سن  | ملیت              | پیشه                                  | فیلم‌ها |
| ------ | --- | ------------------- | --- | ----------------- | ------------------------------------- | --- |
| ژانویه | ۶   | Les Lazarowitz      | ۷۵  | آمریکایی          | میکسر صدا                             | راننده تاکسی گاو خشمگین Groundhog Day راه کارلیتو توتسی (فیلم)                                                      |
| ژانویه | ۶   | اوم پوری            | ۶۶  | هندی              | هنرپیشه                               | گاندی شرق شرق است جنگ چارلی ویلسون شهر لذت صد قدم راه                                                               |
| ژانویه | ۶   | فرانسین یورک        | ۸۰  | آمریکایی          | هنرپیشه                               | Cannon for Cordoba The Doll Squad مرد خانواده (فیلم ۲۰۰۰) Cracking Up                                               |
| ژانویه | ۹   | ترزا آن ساووی       | ۶۱  | انگلیسی           | هنرپیشه                               | کالیگولا Private Vices, Public Pleasures سالن کیتی The Tyrant's Heart                                               |
| ژانویه | ۱۰  | Manlio Rocchetti    | ۷۳  | ایتالیایی         | Make-Up Artist                        | رانندگی برای خانم دیزی دارودسته‌های نیویورکی روزی روزگاری در آمریکا جزیره شاتر                                       |
| ژانویه | ۱۲  | ویلیام پیتر بلتی    | ۸۹  | آمریکایی          | فیلم‌نامه‌نویس، کارگردان                | جن‌گیر The Ninth Configuration Darling Lili A Shot in the Dark The Great Bank Robbery                                |
| ژانویه | ۱۳  | Dick Gautier        | ۸۵  | آمریکایی          | هنرپیشه                               | Ensign Pulver شوخی با دیک و جین (فیلم ۱۹۷۷)                                                                         |
| ژانویه | ۱۹  | میگوئل فرر          | ۶۱  | آمریکایی          | هنرپیشه                               | پلیس آهنی مولان قاچاق زبر و زرنگ‌ها! قسمت دوم کاندیدای منچوری                                                        |
| ژانویه | ۲۳  | گوردن کی            | ۷۵  | انگلیسی           | هنرپیشه                               | برزیل هلیم Jabberwocky                                                                                              |
| ژانویه | ۲۵  | Kevin Geer          | ۶۴  | آمریکایی          | هنرپیشه                               | پرونده پلیکان رقیب آمریکایی Gangster The Men Who Stare at Goats مارگارت                                             |
| ژانویه | ۲۵  | جان هرت             | ۷۷  | انگلیسی           | هنرپیشه                               | مرد فیل‌نما بیگانه هری پاتر و سنگ جادو Midnight Express Watership Down                                               |
| ژانویه | ۲۵  | مری تایلر مور       | ۸۰  | آمریکایی          | هنرپیشه                               | مردم معمولی میلی کاملاً مدرن ایکس-۱۵ لاس زدن با فاجعه تغییر عادت                                                     |
| ژانویه | ۲۶  | مایک کانرز          | ۹۱  | آمریکایی          | هنرپیشه                               | ده فرمان ترس ناگهانی Avalanche Express Shake, Rattle & Rock! Day the World Ended                                    |
| ژانویه | ۲۶  | باربارا هایلی       | ۹۴  | آمریکایی          | هنرپیشه                               | فرودگاه اکلاهما First Yank into Tokyo Lorna Doone پنجره                                                             |
| ژانویه | ۲۶  | Hal Geer            | ۱۰۰ | آمریکایی          | تهیه‌کننده، Studio Executive           | The Looney Looney Looney Bugs Bunny Movie Bugs Bunny's سومین Movie: 1001 Rabbit Tales Daffy Duck's Fantastic Island |
| ژانویه | ۲۷  | رابرت الیس میلر     | ۸۹  | آمریکایی          | کارگردان                              | روبن، روبن نوامبر شیرین Any Wednesday The Girl from Petrovka                                                        |
| ژانویه | ۲۷  | امانوئل ریوا        | ۸۹  | فرانسوی           | هنرپیشه                               | عشق هیروشیما عشق من سه رنگ: آبی Thérèse Desqueyroux Kapò                                                            |
| ژانویه | ۲۷  | جیزلا سوفیو         | ۸۵  | ایتالیایی         | هنرپیشه                               | Rascel-Fifì Accidents to the Taxes!!                                                                                |
| ژانویه | ۲۸  | Richard Portman     | ۸۲  | آمریکایی          | میکسر صدا                             | پدرخوانده (فیلم) جنگ ستارگان شکارچی گوزن (فیلم) فرانکنشتاین جوان On Golden Pond                                     |
| ژانویه | ۳۱  | Frank Pellegrino    | ۷۲  | آمریکایی          | هنرپیشه                               | رفقای خوب Mickey Blue Eyes                                                                                          |
| فوریه  | ۵   | بیورن گرانات        | ۷۰  | سوئدی             | هنرپیشه                               | پله فاتح Eye of the Eagle Faithless                                                                                 |
| فوریه  | ۶   | اروین کوری          | ۱۰۲ | آمریکایی          | هنرپیشه                               | نفرین عقرب یشمی جک کرکرها                                                                                           |
| فوریه  | ۶   | آلک مک‌کاون          | ۹۱  | انگلیسی           | هنرپیشه                               | جنون (فیلم ۱۹۷۲) دارودسته‌های نیویورکی عصر معصومیت دیگر هرگز نگو هرگز هنری پنجم                                      |
| فوریه  | ۶   | Roy Forge Smith     | ۸۷  | انگلیسی           | طراح تولید                            | مانتی پایتون و جام مقدس لاک‌پشت‌های نینجا ماجراجویی بسیار عالی بیل و تد رابین هود: مردانی در لباس چسبان Jabberwocky   |
| فوریه  | ۷   | Richard Hatch       | ۷۱  | آمریکایی          | هنرپیشه                               | چارلی چان و نفرین ملکه اژدها Party Line                                                                             |
| فوریه  | ۷   | Gianfranco Plenizio | ۷۶  | ایتالیایی         | آهنگساز                               | و کشتی به راهش ادامه می‌دهد The Sensuous Nurse                                                                       |
| فوریه  | ۱۳  | جرالد هرشفیلد       | ۹۵  | آمریکایی          | سینماگر                               | فرانکنشتاین جوان بودن یا نبودن (فیلم ۱۹۸۳) سال محبوب من Goodbye, Columbus                                           |
| فوریه  | ۱۳  | سیجون سوزوکی        | ۹۳  | ژاپنی             | کارگردان، فیلم‌نامه‌نویس                | Lupin III: Legend of the Gold of Babylon Tokyo Drifter دروازه بدن (فیلم)                                            |
| فوریه  | ۱۸  | پاسکواله اسکوتیری   | ۷۸  | ایتالیایی         | کارگردان، فیلم‌نامه‌نویس                | Il prefetto di ferro Vengeance Is a Dish Served Cold کورلئونه                                                       |
| فوریه  | ۲۵  | نیل فینگلتن         | ۳۶  | انگلیسی           | هنرپیشه، بدل‌کار                       | انتقام‌جویان: عصر اولتران صعود ژوپیتر مردان ایکس: کلاس اول 47 Ronin                                                  |
| فوریه  | ۲۵  | بیل پکستون          | ۶۱  | آمریکایی          | هنرپیشه                               | تایتانیک بیگانه‌ها آپولو ۱۳ شبگرد گردباد                                                                             |
| مارس   | ۳   | میریام کولون        | ۸۰  | پورتوریکویی       | هنرپیشه                               | صورت‌زخمی ستاره تنها سربازهای یک چشم آپالوزا                                                                         |
| مارس   | ۶   | رابرت آزبورن        | ۸۴  | آمریکایی          | Film Historian، هنرپیشه               | روانی The Man with Bogart's Face اسپارتاکوس                                                                         |
| مارس   | ۱۰  | جان فورجام          | ۷۵  | انگلیسی           | هنرپیشه                               | کسب‌وکار ایتالیایی بوسه اژدها The Inquiry Sheena                                                                     |
| مارس   | ۱۰  | تونی هی‌گارث         | ۷۲  | انگلیسی           | هنرپیشه                               | دراکولا فرار مرغی The Dressmaker The Human Factor                                                                   |
| مارس   | ۱۴  | Jack H. Harris      | ۹۸  | آمریکایی          | تهیه‌کننده                             | The Blob ستاره تاریک اعتدالین Schlock Dinosaurus!                                                                   |
| مارس   | ۱۷  | Robert Day          | ۹۴  | انگلیسی           | کارگردان                              | The Green Man The Haunted Strangler First Man into Space Two-Way Stretch                                            |
| مارس   | ۱۷  | Lawrence Montaigne  | ۸۶  | آمریکایی          | هنرپیشه                               | توان فرار بزرگ Escape to Witch Mountain Framed                                                                      |
| مارس   | ۱۸  | Tony Russel         | ۹۱  | آمریکایی          | هنرپیشه                               | Secret of the Sphinx Gladiators Seven Behind the Mask of Zorro Wild, Wild Planet War of the Planets                 |
| مارس   | ۲۱  | چاک باریس           | ۸۷  | آمریکایی          | هنرپیشه، تهیه‌کننده، کارگردان          | The Gong Show Movie اعترافات یک ذهن خطرناک                                                                          |
| مارس   | ۲۲  | توماس میلیان        | ۸۴  | ایتالیایی-کوبایی  | هنرپیشه                               | قاچاق The Big Gundown Amistad جی‌اف‌کی مجازات مرگ                                                                     |
| مارس   | ۲۳  | لولا آلبرایت        | ۹۲  | آمریکایی          | هنرپیشه، خواننده                      | Joy House بچه گالاهاد The Tender Trap Pawnee مسیر غرب                                                               |
| مارس   | ۲۴  | Jean Rouverol       | ۱۰۰ | آمریکایی          | فیلم‌نامه‌نویس، بازیگر                  | Face in the Rain در صحنه So Young So Bad Western Jamboree                                                           |
| مارس   | ۲۵  | جورجو کاپیتانی      | ۸۹  | ایتالیایی         | کارگردان، فیلم‌نامه‌نویس                | The Ruthless Four The Archangel Sex Pot                                                                             |
| مارس   | ۲۸  | کریستین کاوفمان     | ۷۲  | آلمانی-اتریشی     | هنرپیشه                               | شهر بی‌ترحم آخرین روزهای پمپئی Escape from East Berlin Swordsman of Siena                                            |
| آوریل  | ۵   | ممه پرلینی          | ۶۹  | ایتالیایی         | هنرپیشه، کارگردان                     | خانواده ایتالیایی Postcards                                                                                         |
| آوریل  | ۶   | دان ریکلس           | ۹۰  | آمریکایی          | هنرپیشه                               | داستان اسباب‌بازی (مجموعه‌فیلم) کازینو سگ‌دو (فیلم ۱۹۶۰) جستجو برای کملوت قهرمانان کلی                                 |
| آوریل  | ۷   | تیم پیگات-اسمیت     | ۷۰  | انگلیسی           | هنرپیشه                               | Clash of the Titans وی مثل وندتا ذره‌ای آرامش بازمانده روز چهار پر (فیلم ۲۰۰۲)                                       |
| آوریل  | ۹   | Peter Hansen        | ۹۵  | آمریکایی          | هنرپیشه                               | When Worlds Collide The Savage گلوله‌ای برای جوئی Three Violent People سنجاقک                                        |
| آوریل  | ۱۱  | مایکل بالهاوس       | ۸۱  | آلمانی            | سینماگر                               | رفقای خوب ایر فورس وان رفتگان اخبار تلویزیون دراکولای برام استوکر                                                   |
| آوریل  | ۱۲  | شارلی مورفی         | ۵۷  | آمریکایی          | هنرپیشه، فیلم‌نامه‌نویس                 | نوربیت تب جنگل بهترین بلوز بلیت بخت‌آزمایی شب در موزه                                                                |
| آوریل  | ۱۵  | کلیفتون جیمز        | ۹۶  | آمریکایی          | هنرپیشه                               | زندگی کن و بگذار بمیرد مردی با طپانچه طلایی لوک خوش‌دست ستاره تنها Eight Men Out                                     |
| آوریل  | ۱۸  | Yvonne Monlaur      | ۷۷  | فرانسوی           | هنرپیشه                               | Three Strangers in Rome Circus of Horrors The Brides of Dracula The Terror of the Tongs Hawk of the Caribbean       |
| آوریل  | ۲۱  | انریکو مدیولی       | ۹۲  | ایتالیایی         | فیلم‌نامه‌نویس                          | روزی روزگاری در آمریکا پلنگ غروب خدایان Ludwig                                                                      |
| آوریل  | ۲۲  | ارین مورن           | ۵۶  | آمریکایی          | هنرپیشه                               | Watermelon Man 80 Steps to Jonah Galaxy of Terror                                                                   |
| آوریل  | ۲۲  | گوستاوو روخو        | ۹۳  | اوروگوئه‌ای        | هنرپیشه                               | The Valley of Gwangi اسکندر کبیر Tarzan and the Mermaids                                                            |
| آوریل  | ۲۳  | کاتلین کراولی       | ۸۷  | آمریکایی          | هنرپیشه                               | FBI Code 98 Female Jungle Curse of the Undead                                                                       |
| آوریل  | ۲۴  | دن گوردون           | ۹۰  | آمریکایی          | هنرپیشه                               | آسمانخراش جهنمی بولیت پاپیون طالع نحس ۳: درگیری نهایی اسلحه مرگبار                                                  |
| آوریل  | ۲۶  | جاناتان دمی         | ۷۳  | آمریکایی          | کارگردان، تهیه‌کننده                   | سکوت بره‌ها فیلادلفیا ریچل ازدواج می‌کند هم پیمان با ازدحام ملوین و هاوارد                                            |
| آوریل  | ۲۷  | وینود کانا          | ۷۰  | هندی              | هنرپیشه، تهیه‌کننده                    | قطار سوزان (فیلم) روستای من، کشور من آمر اکبر آنتونی مهتاب (فیلم ۱۹۸۹)                                              |
| مه     | ۱   | پی‌یر گاسپار-ویت     | ۹۹  | فرانسوی           | کارگردان، فیلم‌نامه‌نویس                | کریستین Shéhérazade The Bride Is Much Too Beautiful                                                                 |
| مه     | ۳   | دالیا لاوی          | ۷۴  | اسرائیلی          | هنرپیشه، خواننده                      | کازینو رویال Ten Little هندیs Two Weeks in Another Town The Silencers لرد جیم                                       |
| مه     | ۴   | ویکتور لانو         | ۸۰  | فرانسوی           | هنرپیشه                               | پسرخاله غذا The فرانسوی Detective تعطیلات اروپا صحنه جرم                                                            |
| مه     | ۸   | کورت لاونس          | ۹۱  | آلمانی            | هنرپیشه                               | فایرفاکس فرشتگان و شیاطین پرده پاره هیندنبورگ (فیلم) Tobruk                                                         |
| مه     | ۸   | Mary Tsoni          | ۳۰  | یونانی            | هنرپیشه                               | دندان نیش Evil Evil: In the Time of Heroes                                                                          |
| مه     | ۹   | مایکل پارکس         | ۷۷  | آمریکایی          | هنرپیشه                               | بیل را بکش از گرگ‌ومیش تا سحر جنگوی زنجیرگسسته آرگو عاج فیل                                                          |
| مه     | ۱۰  | جفری بیلدون         | ۹۳  | انگلیسی           | هنرپیشه                               | کازینو رویال به آقا، با عشق دراکولا The House That Dripped Blood                                                    |
| مه     | ۱۳  | جان سایگان          | ۶۳  | آمریکایی          | صداپیشه                               | سیاره گنج هورتون صدایی می‌شنود داستان اسباب‌بازی ۳ دانشگاه هیولاها                                                    |
| مه     | ۱۳  | Manuel Pradal       | ۵۳  | فرانسوی           | کارگردان، فیلم‌نامه‌نویس                | A Crime Ginostra |
| مه     | ۱۴  | پاورز بوث           | ۶۸  | آمریکایی          | هنرپیشه                               | سنگ گور شهر گناه سپیده‌دم سرخ انتقام‌جویان نیکسون                                                                     |
| مه     | ۱۴  | برد گری             | ۵۹  | آمریکایی          | Studio Executive، تهیه‌کننده           | رفتگان چارلی و کارخانه شکلات‌سازی قتل جسی جیمز به‌دست رابرت فورد بزدل فیلم ترسناک (فیلم) پسر کابلی                    |
| مه     | ۱۸  | ریما لاگو           | ۵۸  | هندی              | هنرپیشه                               | من عاشق شدم واقعیت (فیلم ۱۹۹۹) من برای تو چه کسی هستم                                                               |
| مه     | ۲۲  | دینا مریل           | ۹۳  | آمریکایی          | هنرپیشه                               | Operation Petticoat باترفیلد ۸ بازیگر کوچ‌نشین‌ها (فیلم ۱۹۶۰) یک عروسی                                                |
| مه     | ۲۳  | راجر مور            | ۸۹  | انگلیسی           | هنرپیشه                               | جیمز باند مسیر کاننبال غازهای وحشی (فیلم ۱۹۷۸) The Sea Wolves Escape to Athena                                      |
| مه     | ۲۴  | جرید مارتین         | ۷۵  | آمریکایی          | هنرپیشه                               | Westworld The Second Coming of Suzanne The Lonely Lady                                                              |
| مه     | ۲۶  | تونی برتورلی        | ۶۹  | ایتالیایی         | هنرپیشه                               | مصائب مسیح The Caiman Blood of My Blood                                                                             |
| مه     | ۳۰  | مالی پیترز          | ۷۵  | انگلیسی           | هنرپیشه                               | گلوله آتشین Target for Killing                                                                                      |
| مه     | ۳۱  | تینو اینسانا        | ۶۹  | آمریکایی          | هنرپیشه                               | سه رفیق (فیلم ۱۹۸۶) Barnyard Who's Harry Crumb? پلیس بورلی هیلز ۳ همسایه‌ها (فیلم ۱۹۸۱)                              |
| مه     | ۳۱  | فرد کوئینکمپ        | ۹۴  | آمریکایی          | سینماگر                               | آسمانخراش جهنمی پاتن The Amityville Horror Islands in the Stream پاپیون                                             |
| ژوئن   | ۲   | پیتر سالیس          | ۹۶  | انگلیسی           | هنرپیشه، صداپیشه                      | والاس و گرومیت: نفرین موجود خرگوش‌نما The V.I.P.s My Lover, My Son راز سوم Full Circle                               |
| ژوئن   | ۴   | راجر اسمیت          | ۸۴  | آمریکایی          | هنرپیشه                               | No Time to Be Young Auntie Mame Crash Landing                                                                       |
| ژوئن   | ۸   | گلن هدلی            | ۶۲  | آمریکایی          | هنرپیشه                               | لات‌های کثیف فاسد قطعه موسیقی آقای هولاند دیک تریسی دایره دان جان                                                    |
| ژوئن   | ۹   | ادام وست            | ۸۸  | آمریکایی          | هنرپیشه، صداپیشه                      | بتمن فیلادلفیایی‌های جوان One Dark Night ملاقات با رابینسون‌ها جوجه کوچولو                                            |
| ژوئن   | ۱۳  | آنیتا پالنبرگ       | ۷۵  | ایتالیایی-آلمانی  | هنرپیشه                               | Go Go Tales دیلینجر مرده‌است باربارلا Cheri Mister Lonely                                                            |
| ژوئن   | ۱۵  | آلکسی باتالوف       | ۸۸  | روسی              | هنرپیشه، کارگردان                     | مسکو به اشک‌ها باور ندارد درناها پرواز می‌کنند Nine Days in One Year Three Fat Men                                    |
| ژوئن   | ۱۶  | جان جی. آویلدسن     | ۸۱  | آمریکایی          | کارگردان                              | راکی بچه کاراته‌کار ببر را نجات دهید جو (فیلم ۱۹۷۰) رقص آهسته در شهر بزرگ                                            |
| ژوئن   | ۱۶  | استیون فرست         | ۶۲  | آمریکایی          | هنرپیشه                               | خانه حیوانات The Dream Team                                                                                         |
| ژوئن   | ۲۲  | کیت لونکر           | ۴۶  | آمریکایی          | هنرپیشه                               | خارج از دید (فیلم ۱۹۹۸) خیلی بد پسران نیوجرسی لیک‌ویو تراس کلاه‌چرمی‌ها                                                |
| ژوئن   | ۲۴  | Loren Janes         | ۸۵  | آمریکایی          | بدل‌کار                                | بازگشت به آینده هوک ورطه کازینو در خط آتش                                                                           |
| ژوئن   | ۲۵  | Skip Homeier        | ۸۶  | آمریکایی          | هنرپیشه                               | The Gunfighter The Burning Hills The Tall T Comanche Station The Ghost and Mr. Chicken                              |
| ژوئن   | ۲۷  | مایکل نیکویست       | ۵۶  | سوئدی             | هنرپیشه                               | دختری با خالکوبی اژدها مأموریت غیرممکن: پروتکل شبح جان ویک (فیلم) فرانک و لولا آدم‌ربایی                             |
| ژوئیه  | ۳   | پائولو ویلاجیو      | ۸۴  | ایتالیایی         | هنرپیشه، فیلم‌نامه‌نویس                 | Fantozzi صدای ماه The Secret of the Old Woods Brancaleone at the Crusades Don't Touch the White Woman!              |
| ژوئیه  | ۴   | David Yewdall       | ۶۶  | آمریکایی          | ویرایشگر صدا                          | موجود فرار از نیویورک عنصر پنجم سربازان سفینه منطقه گرگ و میش: فیلم                                                 |
| ژوئیه  | ۶   | Thomas E. Sanders   | ۶۳  | آمریکایی          | طراح تولید، کارگردان هنری             | نجات سرباز رایان شجاع‌دل قله‌ای به رنگ خون فراتر از پیشتازان فضا روزهای تندر                                          |
| ژوئیه  | ۸   | نلسون الیس          | ۳۹  | آمریکایی          | هنرپیشه                               | Get on Up سرخدمتکار (فیلم ۲۰۱۳) خدمتکاران Secretariat تکنواز (فیلم)                                                 |
| ژوئیه  | ۸   | السا مارتینلی       | ۸۲  | ایتالیایی         | هنرپیشه                               | Donatella The هندی Fighter هاتاری! The V.I.P.s The دهمین Victim                                                     |
| ژوئیه  | ۹   | Wally Burr          | ۹۱  | آمریکایی          | صداپیشه                               | Akira Fist of the North Star پرل هاربر                                                                              |
| ژوئیه  | ۱۰  | ایزابل سادویان      | ۸۹  | فرانسوی-ارمنی     | هنرپیشه                               | مترو (فیلم ۱۹۸۵) سه رنگ: آبی میل مبهم هوس                                                                           |
| ژوئیه  | ۱۵  | مارتین لاندو        | ۸۹  | آمریکایی          | هنرپیشه                               | اد وود جنایت و جنحه شمال از شمال غربی پرونده‌های مجهول کلئوپاترا                                                     |
| ژوئیه  | ۱۶  | Trevor Baxter       | ۸۴  | انگلیسی           | هنرپیشه                               | کاپیتان اسکای و دنیای فردا ون وایلدر: ظهور تاج Parting Shots فندق‌شکن Ping Pong                                      |
| ژوئیه  | ۱۶  | جرج رومرو           | ۷۷  | آمریکایی-کانادایی | کارگردان، فیلم‌نامه‌نویس، ویرایشگر فیلم | شب مردگان زنده Dawn of the Dead The Crazies نمایش مورمور نیمه تاریک                                                 |
| ژوئیه  | ۱۷  | هاروی اتکین         | ۷۴  | کانادایی          | هنرپیشه                               | Meatballs هوی متال گناهکار به اندازه گناه Visiting Hours آتلانتیک سیتی                                              |
| ژوئیه  | ۱۸  | رد وست              | ۸۱  | آمریکایی          | هنرپیشه، بدل‌کار                       | سربلند (فیلم ۱۹۷۳) بار کنار جاده پناهگاه امن دلال بیمه Glory Road                                                   |
| ژوئیه  | ۲۰  | چستر بنینگتون       | ۴۱  | آمریکایی          | خواننده، هنرپیشه                      | اره سه‌بعدی کرانک |
| ژوئیه  | ۲۰  | کلود ریش            | ۸۸  | فرانسوی           | هنرپیشه                               | Is Paris Burning? Revenge of the Musketeers دوستت دارم، دوستت دارم عروس سیاه‌پوش                                     |
| ژوئیه  | ۲۱  | جان هرد             | ۷۲  | آمریکایی          | هنرپیشه                               | تنها در خانه بزرگ بیداری‌ها (فیلم) پرونده پلیکان هموطنان آمریکایی من                                                 |
| ژوئیه  | ۲۶  | جون فوری            | ۹۹  | آمریکایی          | Voice بازیگر                          | مولان چه کسی برای راجر رابیت پاپوش دوخت ماجراهای راکی و بولوینکل هرج‌ومرج فضایی سیندرلا                              |
| ژوئیه  | ۲۶  | Patti Deutsch       | ۷۳  | آمریکایی          | Voice بازیگر                          | آقای مادر Jetsons: The Movie زندگی جدید امپراتور شرکت هیولاها Happily N'Ever After                                  |
| ژوئیه  | ۲۷  | سام شپارد           | ۷۳  | آمریکایی          | هنرپیشه                               | مردان واقعی سقوط شاهین سیاه اوسیج کانتی ماگنولیاهای فولادی نهان                                                     |
| ژوئیه  | ۳۱  | ژن مورو             | ۸۹  | فرانسوی           | هنرپیشه                               | ژول و جیم آسانسوری به‌سوی قتلگاه شب (فیلم ۱۹۶۱) آخرین سرمایه‌دار بزرگ Nikita                                          |
| اوت    | ۳   | تای هاردین          | ۸۷  | آمریکایی          | هنرپیشه                               | نبرد تانک‌ها آخرین قطار گان هیل فاتح غرب                                                                             |
| اوت    | ۳   | رابرت هاردی         | ۹۱  | انگلیسی           | هنرپیشه                               | هری پاتر عقل و احساس فرانکنشتاین وینستون جوان The Gathering Storm                                                   |
| اوت    | ۵   | Bruno Canfora       | ۹۲  | ایتالیایی         | آهنگساز                               | Rita the Mosquito Free Hand for a Tough Cop                                                                         |
| اوت    | ۷   | هاروئو ناکاجیما     | ۸۸  | ژاپنی             | هنرپیشه                               | گودزیلا هفت سامورایی Yojimbo Eagle of the Pacific                                                                   |
| اوت    | ۸   | گلن کمپل            | ۸۱  | آمریکایی          | خواننده، هنرپیشه                      | شجاعت واقعی Norwood راک-ای-دودل                                                                                     |